# Sèrie 400 de FGC
La sèrie 400 de Ferrocarrils de la Generalitat de Catalunya estava formada per un conjunt de 38 automotors elèctrics i 15 remolcs, que varen circular entre els anys 1944 i 2004 per la xarxa ferroviària d'ample de via estàndard avui coneguda com a línia Barcelona-Vallès. Varen ser construïts per Ferrocarriles de Cataluña S.A. (FCC) als seus propis tallers, per prestar els serveis suburbans de Barcelona a Terrassa i Sabadell. Normalment circulaven en composicions de tres cotxes (motor-remolc-motor), tot i que ocasionalment també varen prestar servei en composicions de dos cotxes motors. A l'època de FGC, es van modernitzar i es varen formar vuit composicions de quatre cotxes, per la transformació d'antics automotors elèctrics de la sèrie 600.
Malgrat que de manera genèrica aquests vehicles es coneixen com a sèrie 400, els diferents vehicles estaven numerats a les sèries 400, 500 i 900 (cotxes motors originals); 800 (cotxes remolcs originals); 600 (cotxes motors i remolcs transformats a partir de cotxes motors del servei urbà de la sèrie 600); i 700 (cotxes motors sense cabina de conducció, transformats a partir d'automotors de la sèrie 600). També són coneguts amb el malnom de Granotes, a causa de la ubicació dels seus fanals a la part superior de les testeres, per la semblança amb els ulls d'aquests animals.

## Història a FCC

### Dels"Llaunes"als 400

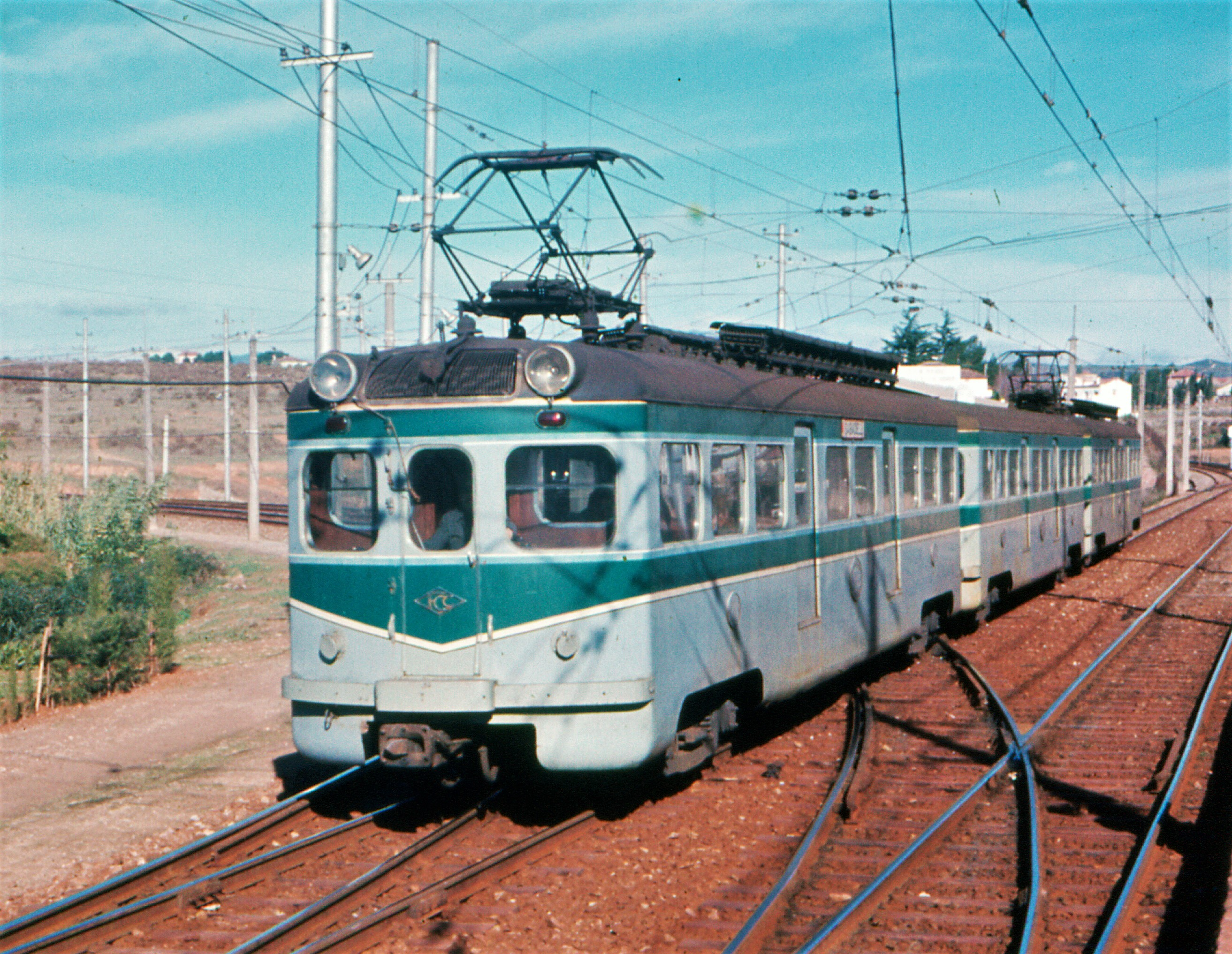
Un tren de la sèrie 400 entrant a l'estació de Sant Cugat, procedent de Sabadell, el 15 de novembre de 1970.

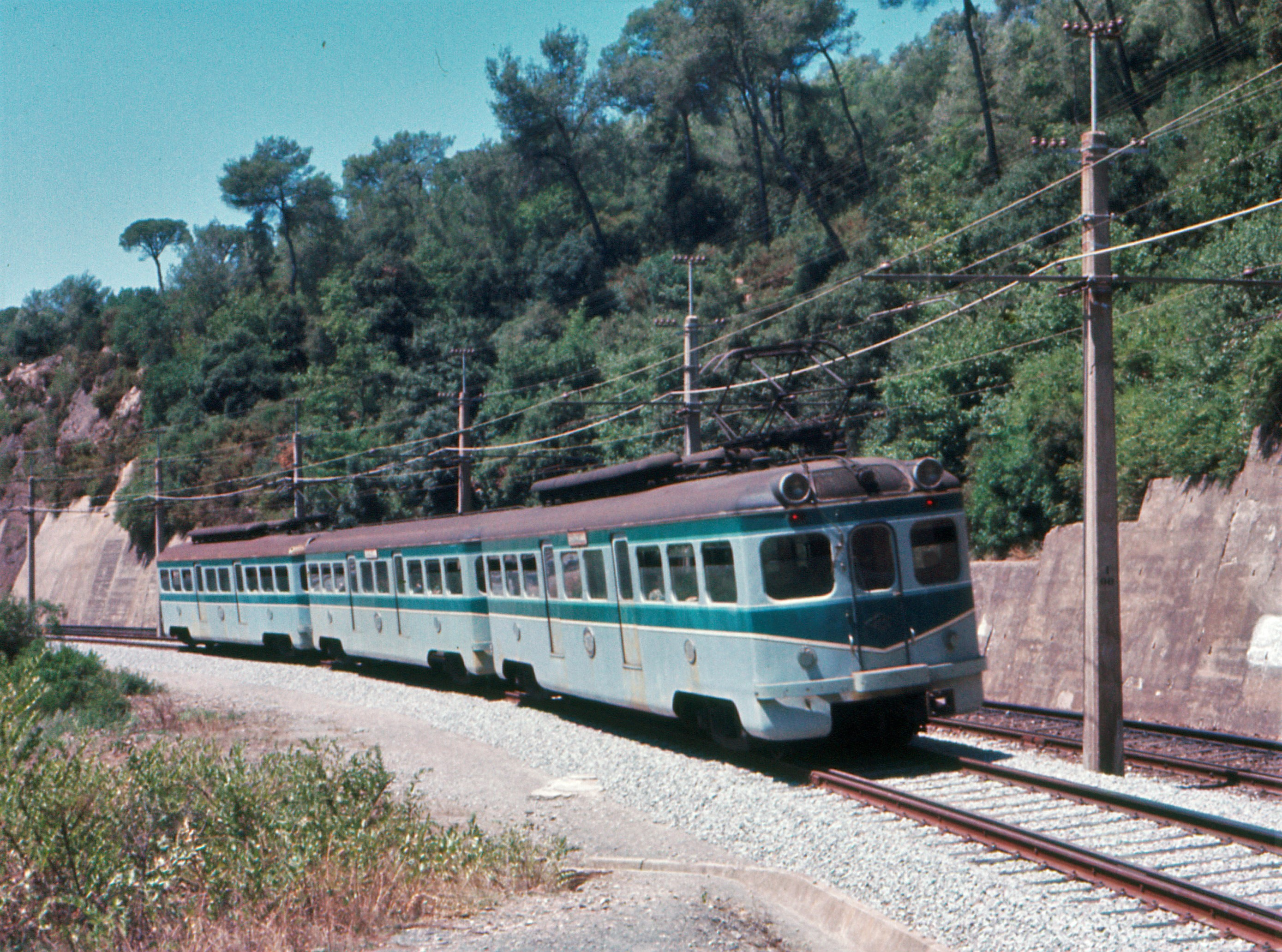
Entre La Floresta i Les Planes, un tren en direcció a Barcelona l'11 d'agost de 1970.

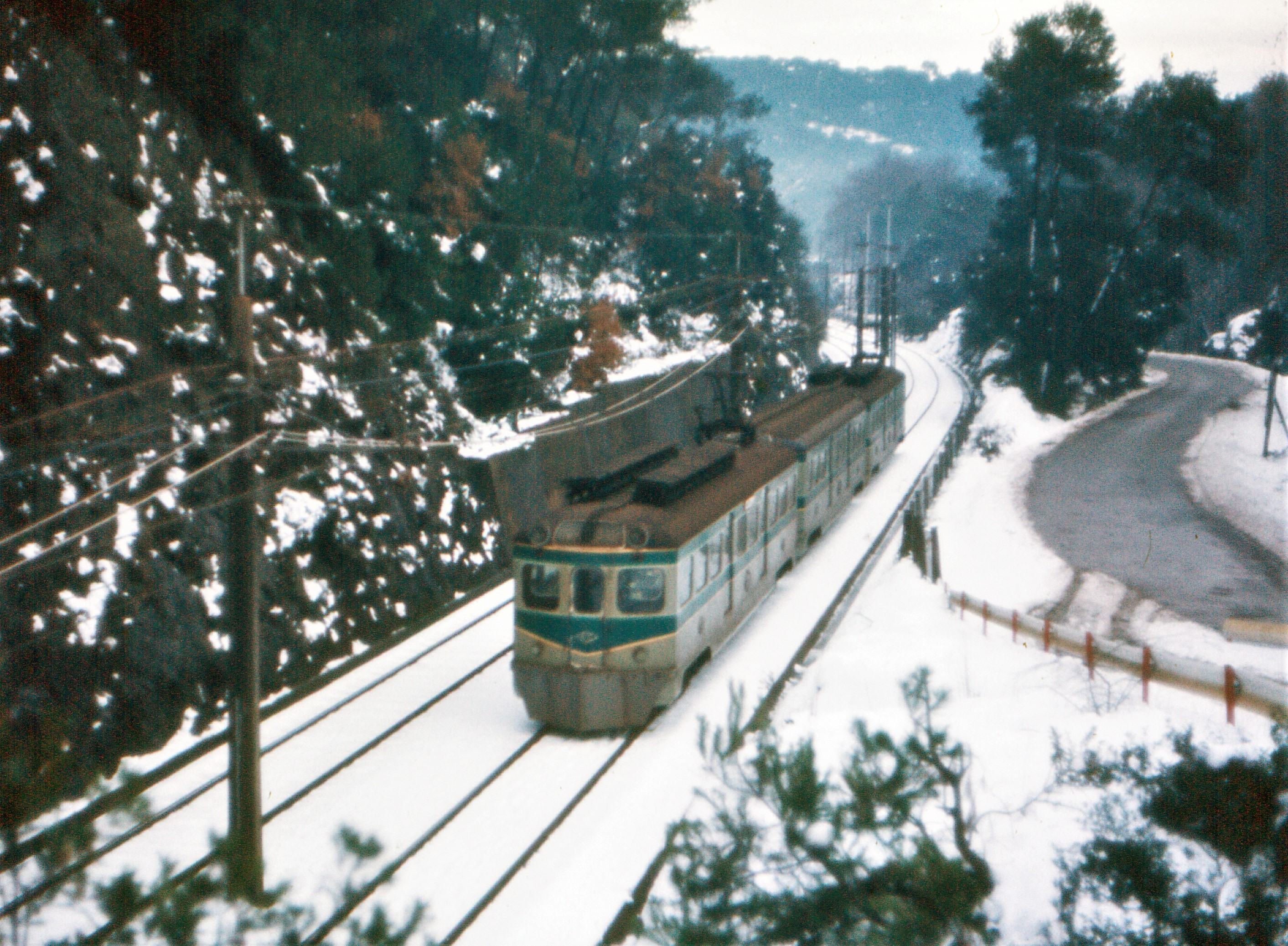
Entre Les Planes i Baixador de Vallvidrera, un tren en direcció a Barcelona, equipat amb llevaneus, el 28 de desembre de 1971.

Abans de la Guerra Civil Espanyola, Ferrocarriles de Cataluña S.A. (FCC) disposava de 30 automotors elèctrics, nou remolcs de viatgers i dos remolcs-furgó per fer els trens de les seves línies. Estaven repartits en dues sèries:
- Els automotors elèctrics i remolcs d'origen americà, construits per J. G. Brill Company i FCC entre els anys 1912 i 1922. La sèrie estava formada per 18 automotors (números 10-27) i nou remolcs (números 51-59). Aquests vehicles són coneguts com a Brill. Sis automotors varen ser reformats, substituint la seva caixa de fusta per una altra metàl·lica, entre els anys 1928 i 1929: els números 10, 11, 15, 17, 22 i 23, que es coneixen amb el malnom de Metàl·lics.
- Els automotors elèctrics i remolcs-furgó construits per FCC als seus tallers de Sarrià. Estava formada per 12 automotors (números 401-404 i 501-508), construits entre 1923 i 1924, i dos remolcs-furgó pel transport de paqueteria (números 801-802, construits el 1929). Aquests vehicles són coneguts com a Llaunes.[1][2]

Després de la contesa bèl·lica, els ferrocarrils es varen convertir en un mitjà de transport fonamental, degut a la gran destrucció patida pel parc de vehicles automòbils. Les línies que explotava FCC no es van quedar al marge, i per tal de respondre a la creixent demanda de viatgers, es va decidir reconstruir els automotors i remolcs del tipus Llaunes, i construir vehicles nous seguint el mateix model. En el difícil context de la postguerra, i en ple període d'autarquia, una època de penúries extremes, de manca de materials i subministraments, i d'estrictes restriccions a la importació, es difícil comprendre com l'empresa va tenir accés als materials necessaris per la construcció de tants cotxes nous. Això s'explica per tres motius. D'una banda, perquè part dels materials provenien de vehicles antics. D'altra banda, és fonamental la figura de qui va ser cap del taller de Sarrià entre els anys 1922 i 1966, en Camilo Vialle Ravotti, enginyer de professió (però sense tenir el títol) d'origen italià. Finalment, també va ser determinant la figura del Ramón Hernández Francés, director general de l'empresa entre els anys 1941 i 1966, que tenia una clara filiació franquista, amb els suficients contactes com per aconseguir aquests materials als que altres indústries no varen tenir accés.
Tot va començar amb la reconstrucció dels dos remolcs-furgó números 801 i 802. Després de rebre l'autorització de la Divisó Inspectora el 18 d'abril de 1942, es procedí a reconstruir el remolc 801 com a remolc de viatgers, amb el mateix número. Del vehicle original es van aprofitar el bastidor, tot i que allargant-lo tres metres, i els bogis. Es va muntar una nova caixa metàl·lica de construcció soldada (l'antiga era reblonada), amb grans finestres panoràmiques, que oferia una estètica molt moderna. Aquest vehicle es va acabar el setembre de 1943. Posteriorment, seguint el mateix model, es va reconstruir l'altre remolc-furgó, el 802, en el nou cotxe motor 508. Va prendre el número de l'antic automotor Llauna que va resultar destruït en un accident a Sabadell el 30 de setembre de 1943. Es va posar en servei el juliol de 1944. Finalment, amb les restes de l'antic automotor Llauna 508, i components elèctrics dels recanvis del magatzem, es va construir un segon automotor, el 401, que es va posar en servei el desembre de 1944. Amb aquests tres vehicles es va poder formar una primera composició de tres cotxes (M-R-M), que enlluernaren molt a la seva època pel seu aspecte modern, i els seus colors (crema a la zona de les finestres, marró a la zona sota les finestres), que contrastava amb el marró integral del material antic.

### Els vehicles de sèrie procedents delsLlaunes
Davant el bon resultat obtingut amb el tren prototipus, i la gran rebuda per part del públic, l'empresa va decidir reconstruir la totalitat dels automotors Llaunes, i construir nous els remolcs necessaris, però introduint diverses millores.
El 1945 es va iniciar la reconstrucció de l'automotor Llauna 502. Respecte dels tres cotxes prototipus, aquest presentava les següents diferències:
- Una caixa gairebé dos metres més llarga (19.296 mm, davant dels 17.416 dels anteriors).
- Totes les finestres eren normals (no panoràmiques), de menor alçada.
- Es va equipar amb uns faldons a la part inferior de la caixa.
- Es va dotar d'unes reixes de ventilació a la part superior de la testera.
- I, especialment, es va equipar amb uns nous bogis. Coneguts com a bogis "unificats FCC", tot i derivar del model americà dels Llaunes, eren més llargs (distància entre eixos de 2.240 mm davant dels 1.981 mm dels anteriors), tenien una suspensió millorada, i disposaven de rodaments de rodets a les caixes de greix, en lloc de coixinets de fricció.

Pintat amb els mateixos colors que els prototipus (amb els nous faldons de color negre), es va posar en servei l'abril de 1946.
L'any 1947 es varen construir dos nous automotors, partint també de dos Llaunes: els 402 i 901 (posteriorment renumerat com a 501). Tot i ser idèntics a l'anterior, en ells es va introduir una novetat important, que va determinar la imatge d'aquesta sèrie tota la seva vida: uns nous colors exteriors que trencaven amb els tons marrons tradicionals. La nova decoració es basava en un color gris verdós, amb dues franges verdes sota i sobre les finestres. Aquestes franges estaven ribetejades amb fines línies verd clar i blanc pel costat de les finestres, i groga i negra a la part contrària. El sostre anava pintat de color gris clar
Seguint el mateix model d'aquests darrers cotxes, fins a l'any 1952 es van reconstruir la resta d'automotors Llaunes, donant lloc als nous automotors 403 (inicialment numerat com a 902), 404 a 406, i 503 a 506. També es van construir cinc remolcs intermedis completament nous: els 802 a 804, 806 i 807.
Aquest primer grup de material del tipus 400 es va completar amb un setè tren, idèntic als altres, però d'un origen diferent. El 10 de novembre de 1946 es va incendiar, a l'estació de Provença, el tren format pels cotxes del tipus 10-27 números 14, 57 i 20. Les seves restes es van aprofitar per construir tres nous vehicles unificats, que van ser posats en servei el 1949 amb els números 903, 904 i 805. Donat que els seus equips elèctrics eren diferents dels que procedien dels vehicles reconstruïts dels Llaunes, tot i tenir el mateix aspecte, eren incompatibles amb aquells. Tampoc van incorporar els nous bogis unificats, doncs conservaren els bogis Brill originals.
Pel que fa al tren prototipus (401-801-508), al llarg dels anys va patir diverses reformes per tal d'unificar-se amb la resta de la sèrie:
- Primer es van substituir les finestres frontals panoràmiques de l'automotor 508 i el remolc 801 per d'altres de menor alçada (el 401 les incorporava de sèrie).
- El 31 de març de 1952, el cotxe 508 es va renumerar com a 504.
- Poc després, es va dotar als tres cotxes de faldons.
- El 1958, els tres cotxes es van allargar des de la mida heretada dels Llaunes (17.416 mm), a la dels vehicles unificats (19.296 mm), passant a tenir una finestra més al lateral, entre les dues portes d'accés.
- A mitjans dels anys seixanta, es van reformar les finestres panoràmiques laterals a la mida normalitzada.
- Finalment, es van canviar els seus bogis originals per d'altres del model unificat.

### Els vehicles nous
Fins passats quinze anys no es va reprendre la construcció de nous vehicles del tipus 400. Ferrocarriles de Cataluña S.A. va prendre la decisió de retirar del servei els antics automotors i remolcs del tipus Brill, que l'any 1967 ja tenien més de cinquanta anys de vida. Per substituir-los totalment, entre 1967 i 1977 es van construir els automotors 407 a 413 i 507 a 513, i els remolcs 808 a 814. A diferència dels anteriors, aquests eren de construcció completament nova, sense aprofitar cap equip de vehicles antics. Això va ser possible perquè l'economia de la dictadura franquista va evolucionar de l'autarquia cap al desenvolupisme. Els automotors van ser equipats amb nous motors de tracció més potents, de fabricació espanyola (Cenemesa), i equips de control de fabricació sueca (Ericsson), amb acceleració automàtica i fre reostàtic. D'aquesta manera, els automotors i remolcs Brill van poder ser retirats del servei a finals dels anys seixanta, i desballestats entre 1968 i 1972.
Durant la construcció d'aquest segon lot es van anar introduint altres variacions, com ara:
- Pintat del sostre en color gris fosc en tots els vehicles de la sèrie.
- Equipament de finestres tipus Young amb marcs metàl·lics, en lloc de les antigues finestres de guillotina, en els darrers vehicles construits.
- També en els moderns, equipament de portes d'accés de doble full Faiveley, en lloc de les portes d'un sol full originals.
- A partir de l'automotor 512, substitució dels seients de tercera classe de planxa de fusta, per altres folrats amb escai. Després, aquesta millora es va anar introduint progressivament a la resta de cotxes.
- Equipament dels remolcs 812 i 813 amb departament furgó.

D'altra banda, entre els anys 1961 i 1967, als cotxes de la primera sèrie (401 a 406, 501 a 506, 801 a 804, 806 i 807) es van realitzar diverses modificacions per tal d'unificar-los amb els de la segona sèrie, com ara:
- Substitució dels motors de tracció i equips de control originals pels nous Cenemesa i Ericsson.
- Substitució de l'enllumenat interior amb bombetes incandescents, per un altre amb tubs fluorescents.
- Supressió dels estreps escamotejables.
- Pintat del sostre de color gris fosc.

Altres reformes van afectar vehicles concrets. Així, es van equipar els remolcs 801, 804, 807 i 808 amb un departament furgó, per reemplaçar al que tenien els automotors Brill que s'estaven retirant del servei. Després de patir un accident el 21 de novembre de 1972, l'automotor 404 va ser reconstruit el 1974 amb finestres del tipus Young amb estructura d'alumini, en lloc de les finestres originals de guillotina. El 502 es va reformar amb aquestes finestres tipus Young, i també se'l van instal·lar les portes de doble full Faiveley.
A mitjans dels anys setanta, el tren procedent de la reconstrucció d'antics automotors i remolc Brill (números 903, 904 i 805) va ser unificat amb la resta del material de la sèrie, amb els equips elèctrics moderns, i substituint els seus bogis Brill originals pels unificats.
El darrer vehicle del tipus 400 es va donar d'alta pel servei el penúltim dia de l'any 1977, quedant la sèrie finalment formada per 42 vehicles: automotors números 401 a 413, 501 a 513, 903 i 905; i remolcs números 801 a 814

## Història a FGC

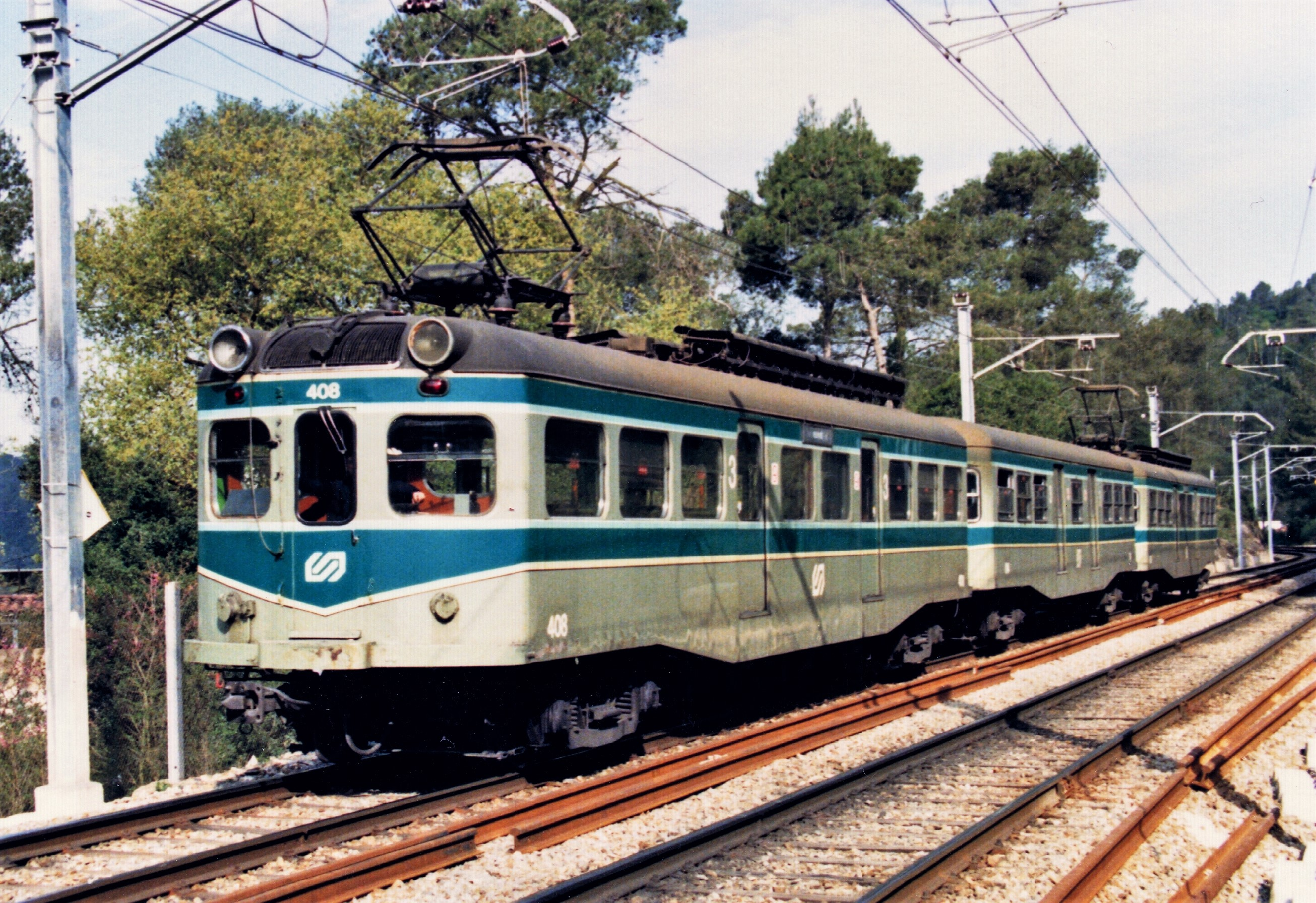
Un tren entre La Floresta i Les Planes cap a Barcelona, el 29 de març de 1990, encapçalat per l'automotor 408, encara sense modernitzar.

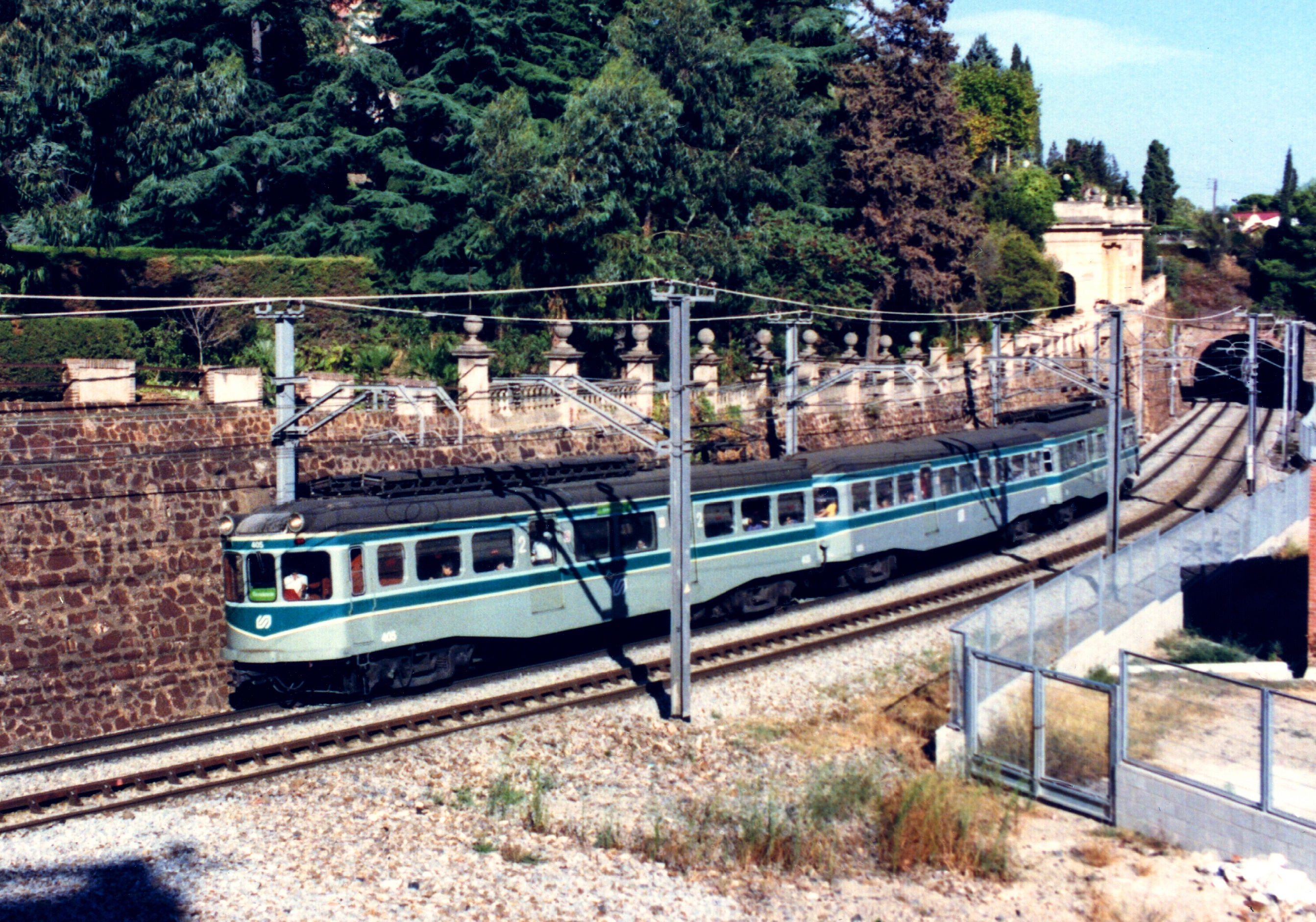
El tren format pels cotxes 405-805-505, en l'estat final de modernització, arribant al Peu del Funicular fent un tren semi-directe a Terrassa.

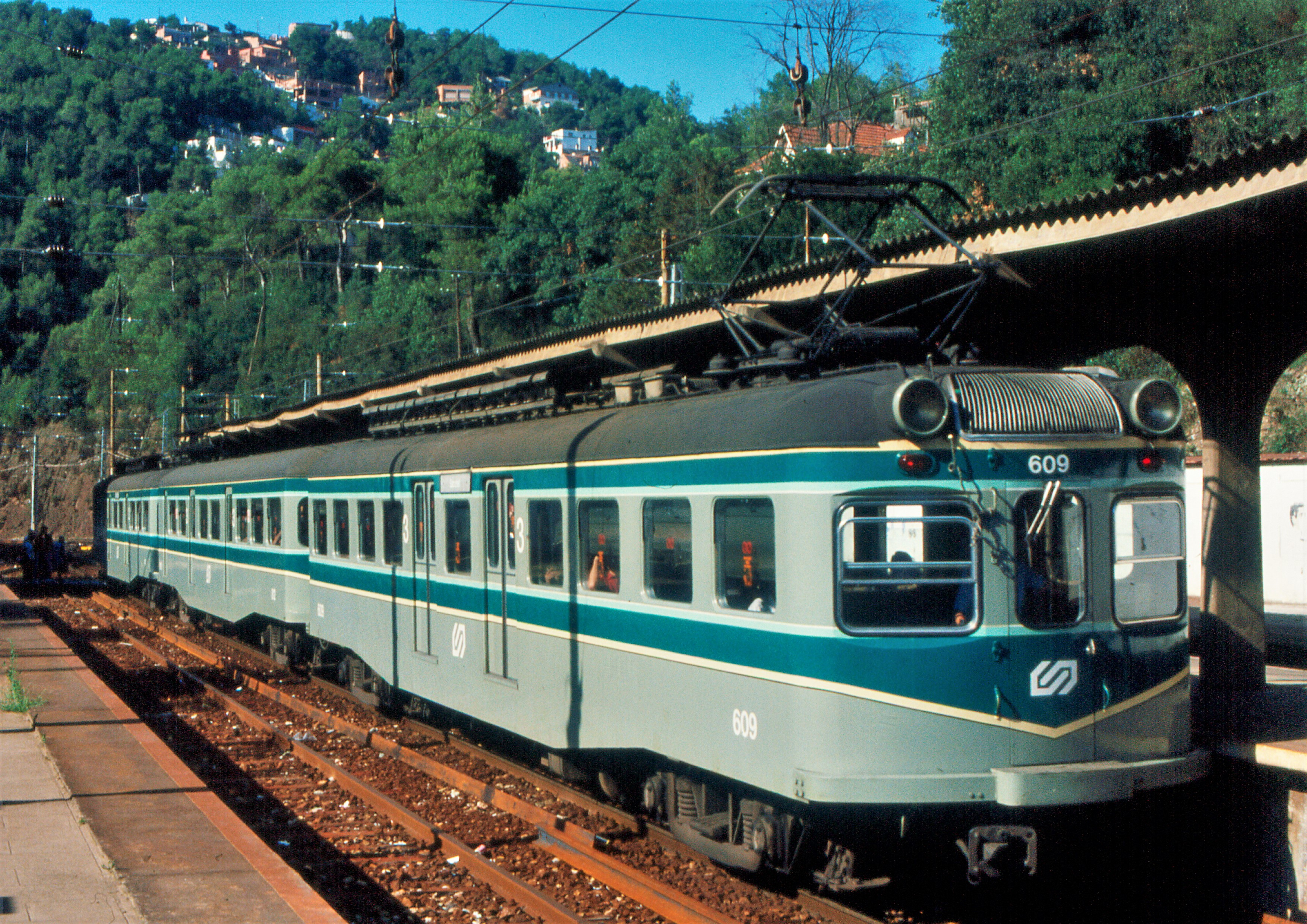
Un tren a Les Planes, encapçalat per l'automotor 609, transformat del de mateix número del servei urbà.

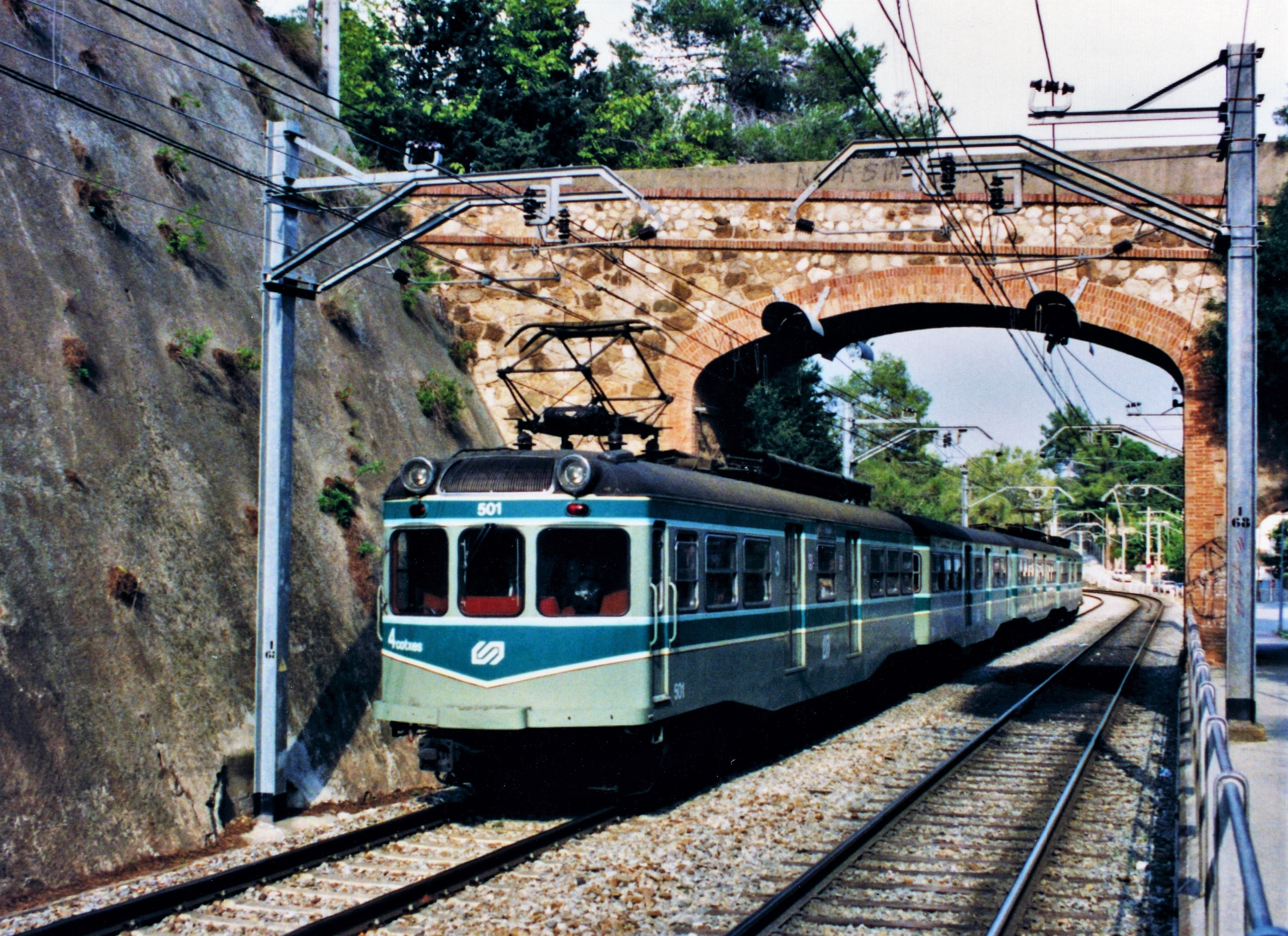
Un tren de quatre cotxes arriba a l'estació de La Floresta, el 26 d'octubre de 1994.

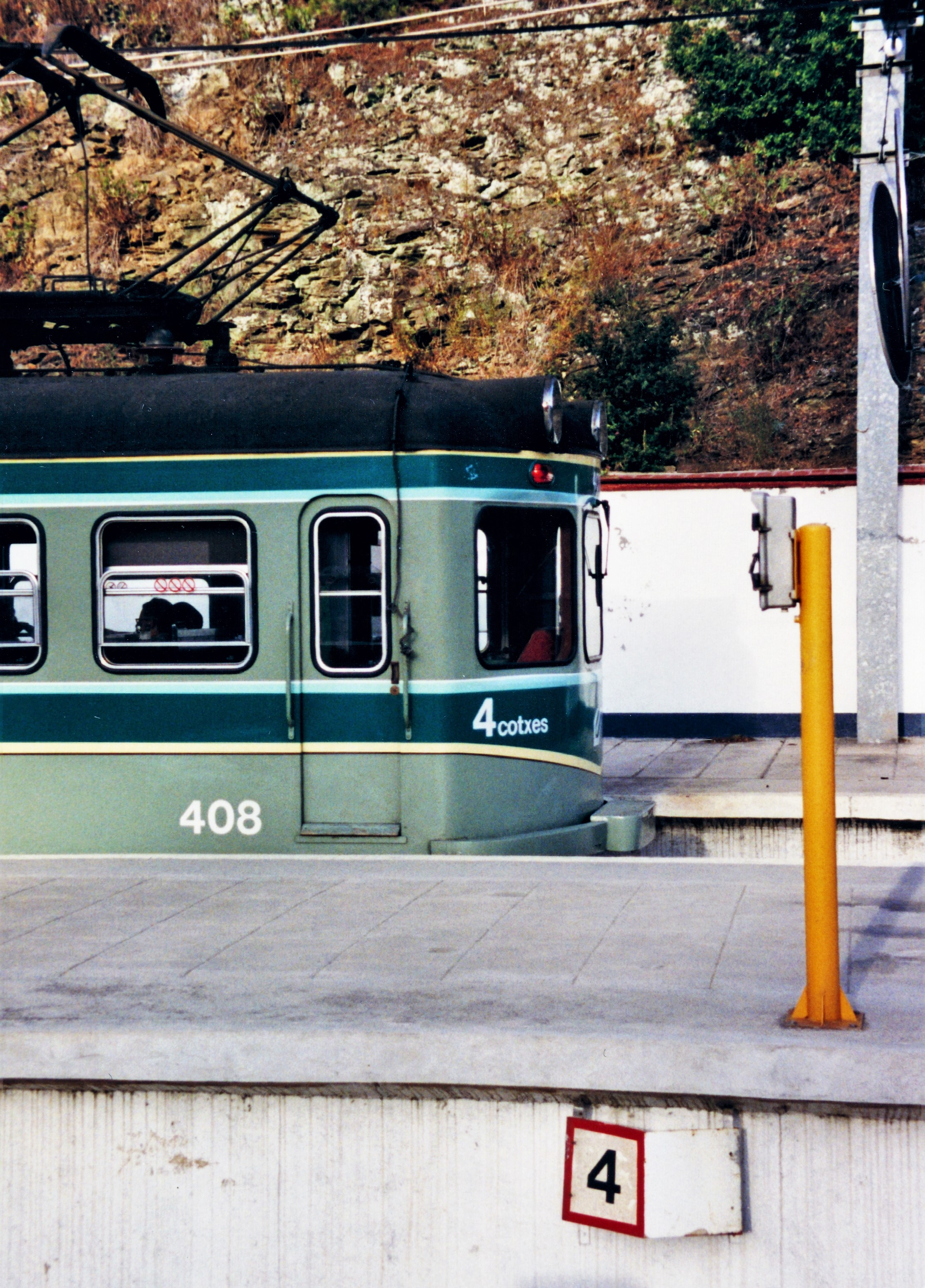
A Les Planes, punt de parada a l'andana per trens de quatre cotxes, i cartell "4 cotxes" a l'automotor 408.

Incapaç de fer front a les creixents despeses econòmiques, Ferrocarriles de Cataluña S.A. (FCC) va renunciar a la concessió de les seves línies, anunciant la clausura de la xarxa pel 20 de juny de 1977. Per evitar el tancament del ferrocarril, que el 1976 havia transportat a més de 14 milions de viatgers (als que cal sumar els 32 milions que es van transportar a les línies urbanes, propietat de l'empresa filial Ferrocarril de Sarrià a Barcelona S.A., FSB), l'estat espanyol se'n va fer càrrec de la titularitat d'ambdós empreses a partir del 17 de juny, traspassant la seva explotació a l'empresa pública FEVE. Aquest fet es va produir en el període de transició de la dictadura franquista a la democràcia. El 29 de setembre de 1977 es va restaurar la Generalitat de Catalunya, i seguidament començaren les transferències de competències. Entre elles, les dels transports realitzats dins de la comunitat autònoma el 28 de juliol de 1978. Aquestes línies varen passar a ser titularitat de la Generalitat. Transitòriament se'n va fer càrrec directament la Conselleria de Política Territorial i Obres Públiques, fins que el 5 de setembre de 1979 es va constituir l'empresa pública Ferrocarrils de la Generalitat de Catalunya (FGC), sent oficialment transferides les línies el 7 de novembre següent.
Les dificultats econòmiques dels darrers anys de l'empresa privada, i la situació de transitorietat de l'empresa pública FEVE, van produir un gran degradació de les instal·lacions i del material, donat que no es va fer cap inversió i es va gastar el mínim en manteniment. Poc després de fer-se'n càrrec FGC, un d'aquests trens va patir un incendi dins del túnel que unia les dues estacions de Sabadell el 1980, resultant completament destruïts els cotxes 412, 811 i 512, que van ser desballestats.

### Modernització
Els plans de modernització que FGC va redactar de seguida, preveien l'adquisició d'una nova sèrie d'unitats de tren (la sèrie 111) per substituir als trens de servei urbà de la sèrie 600, i la modernització dels trens de la sèrie 400. Per poder escometre aquests treballs, que implicaven la retirada del servei de diversos vehicles durant uns quants mesos, es van llogar al metro de Barcelona vuit automotors de la seva sèrie 600. Aquests vehicles, que varen formar quatre composicions de dos cotxes, van substituir a diversos automotors de la sèrie 600 de FGC, que van passar a prestar serveis suburbans, alliberant així alguns trens de la sèrie 400.
La modernització dels 400 va començar a mitjans de 1981, i es va perllongar fins a l'any 1991. La major part dels cotxes van ser reformats al taller de Sarrià, excepte sis d'ells, modernitzats per Tallers Rocafort (Lleida) entre els anys 1989 i 1991 (números 408, 409, 609, 903, 809 i 814). En realitzar-se durant un període tan llarg, les operacions realitzades van anar evolucionant; però, al final del procés, tots els cotxes van quedar completament unificats, amb les mateixes actuacions. Les principals van ser:
- Eliminació de part dels faldons, que dificultaven les operacions de manteniment (aquesta operació es va iniciar ja l'any 1980).
- Es va continuar la substitució, en alguns cotxes, de les portes d'accés d'un sol full per les de dos fulls Faiveley. Al final, almenys un cotxe de cada tren tenia aquestes portes, doncs d'aquesta manera estava equipat amb el sistema de seguretat "llaç de portes", que a les originals no es podia instal·lar.
- També va continuar l'equipament de finestres tipus Young, en lloc de les antigues finestres de guillotina.
- Es va canviar el concepte del material, passant de ser automotors i remolcs independents, a formar unitats de tren. Per això:
  - es van eliminar les portes d'intercomunicació de les testeres extremes de cada UT;
  - els vidres frontals practicables es van substituir per altres fixes.
  - es va eliminar la cabina de conducció situada pel cantó del cotxe remolc;
  - es van ampliar les cabines de conducció restants, amb un nou envà i dues portes batents d'accés lateral, amb finestres practicables;
  - i es va instal·lar un nou pupitre de conducció, que integrava tots els comandaments i alguns de nous, especialment els indicadors/registradors de velocitat, i els indicadors de tensió de catenària i d'amperatge dels motors.
- Substitució de tots els seients d'estructura de fusta, per d'altres amb estructura metàl·lica i coixins folrats de tela.
- Modernització de l'interiorisme, substituint elements de fusta per altres plàstics i metàl·lics.
- Canvi de tensió de la controla, dels 600 Vcc als 32 Vcc.
- Instal·lació d'un convertidor auxiliar als cotxes remolcs, per l'alimentació dels equips elèctrics auxiliars.
- Completa substitució de l'equipament pneumàtic de fre, instal·lant un distribuïdor Fm3 en lloc de l'antiga triple vàlvula, i un comandament de fre Knorr EE4 en lloc de l'antic robinet. D'aquesta manera, el fre pneumàtic passava de ser esgotable a inesgotable.
- Equipament de sorreres als cotxes motors.
- Instal·lació d'una segona botzina, més potent que el xiulet original.

Com a curiositat cal esmentar que el cotxe 505, en ser modernitzat el 1982, va ser renumerat com a 462, tot i que de seguida va recuperar el seu número original.
En aquesta modernització es van incloure tres automotors del servei urbà de la sèrie 600, reformats al tipus Quatre-cents:
- El 609, reconstruit com un cotxe motor tipus 500 el 1982.
- El 614, reconstruit com un cotxe motor tipus 400 el 1985.
- El 612, reconstruit com un cotxe remolc tipus 800 el 1986.

Aquests tres cotxes no van formar una composició pròpia, sinó que es van anar afegint a trens que perdien algun cotxe per ser modernitzat. Per tant, el parc de la sèrie 400 tornava a estar format per 14 UT, després del desballestament d'una d'elles l'any 1980 com a conseqüència de l'accident de Sabadell.

### Els automotors sense cabina 700
Per fer front a l'increment de la demanda, a mitjans dels anys vuitanta es va decidir ampliar algunes UT 400 a quatre cotxes. Aquesta operació no va ser fàcil, doncs algunes estacions tenien una longitud d'andanes molt limitada i no permetien encabir composicions tan llargues: tot i que en algunes d'elles es podien perllongar, a d'altres la obra era tan complexa que no es va poder fer fins molts anys després. Aquests trens de quatre cotxes, per tant, van prestar servei amb algunes restriccions operatives:
- En algunes estacions, part del tren quedaria fora d'andanes. Això era possible per la ubicació central de les portes d'accés dels viatgers. Era el cas de l'estació de Provença
- En d'altres, el cotxe davanter no seria accessible en quedar completament fora de l'andana i no ser possible perllongar-la. Aquest va ser el cas de l'estació del Peu del Funicular, i d'algunes andanes de les estacions de Plaça Catalunya i Muntaner.

Aquestes limitacions estaven indicades dins dels cotxes davanters, i a l'exterior amb el text "4 cotxes".
L'ampliació de tres a quatre cotxes es va fer reconstruint automotors de la sèrie 600, que en aquell moment s'estaven donant de baixa. Tot i que inicialment es pretenia la reconstrucció de cinc automotors, finalment es va seguir la sèrie fins a l'esgotament dels estocs d'equips als magatzems.
La reconstrucció va consistir, bàsicament, en la reforma integral de la caixa, per unificar el seu aspecte amb els Quatre-cents; i en l'equipament amb els mateixos motors de tracció i equips tècnics que la resta de la sèrie. El resultat van ser uns cotxes motors sense cabina de conducció ni pantògrafs, que quedaren intercalats entre el cotxe motor amb cabina del costat ascendent, i el cotxe remolc intermedi. Van formar la sèrie 700 (del 701 al 708), i la reforma la va fer la indústria privada (Tallers Rocafort de Lleida, amb interiorisme de Temoinsa de Granollers). Van ser posats en servei entre els anys 1988 i 1991.

### Baixa del servei
El 2 de març de 1992, el Consell d'administració d'FGC va adjudicar la construcció de 16 noves UT elèctriques de la sèrie 112, que serien destinades a la substitució dels trens del tipus Quatre-cents. A finals de 1994 es va fixar la data final d'explotació d'aquests vells trens: juny de 1996.
El 30 de gener de 1995 es va presentar el primer tren d'FGC decorat amb publicitat comercial. Era la UT formada pels cotxes 409-705-809-609, amb publicitat de la Caixa d'Estalvis de Terrassa. Altres dos UT 400 van rebre decoracions publicitàries: la formada pels cotxes 401-706-801-501, presentada el 9 de maig del mateix any amb publicitat de la cervesera San Miguel; i la formada pels cotxes 508-808-509, amb publicitat institucional de la Generalitat de Catalunya per la prevenció dels incendis forestals, presentada el 10 de juliol següent.
El 25 d'abril de 1995 es va elevar la tensió elèctrica de la línia Barcelona-Vallès, dels 1.200 Vcc emprats des dels seus orígens als estandarditzats 1.500 Vcc. Això només va implicar una petita modificació tècnica a les UT del tipus Quatre-cents (modificació de les resistències dels motors dels compressors, doncs es va comprovar que els seus equips elèctrics (de construcció antiga i, per tant, molt robusta) suportaven sense problemes aquest augment de la tensió. La conseqüència més visible va ser l'augment de potència dels trens i, per tant, la seva major acceleració.
Amb la posada en servei de les 16 noves UT de la sèrie 112, a partir del 27 d'octubre de 1995, les UT Quatre-cents van anar apartant-se del servei progressivament. El 25 de juny de 1996 van entrar en vigor uns nous horaris a la línia Barcelona-Vallès, que no preveien la circulació de cap d'aquests vells trens.
El darrer dia que van circular els trens de la sèrie 400 va ser el 20 de juny de 1996. Donada la importància històrica d'aquest material rodant, i en una època en què aquests assumptes eren respectats per les persones que havien de prendre les decisions i volien posar-los en valor, es van fer dos actes commemoratius. El primer va consistir en la circulació, en servei comercial, del tren format pels cotxes 404-704-804-504, entre les vuit del matí i les cinc de la tarda. Aquestes circulacions es van publicitar, per tal que qui volgués, pogués fer un darrer viatge. El segon acte va consistir en la circulació d'un tren especial entre les estacions de Plaça Catalunya i Les Planes, amb la composició formada pels cotxes 413-805-507 (la preservada com a material històric). Allà es va fer un parlament i es va oferir un refrigeri als convidats. Finalment, el tren va tornar al taller de Sarrià, on va ser simbòlicament tancat dins de les seves naus.

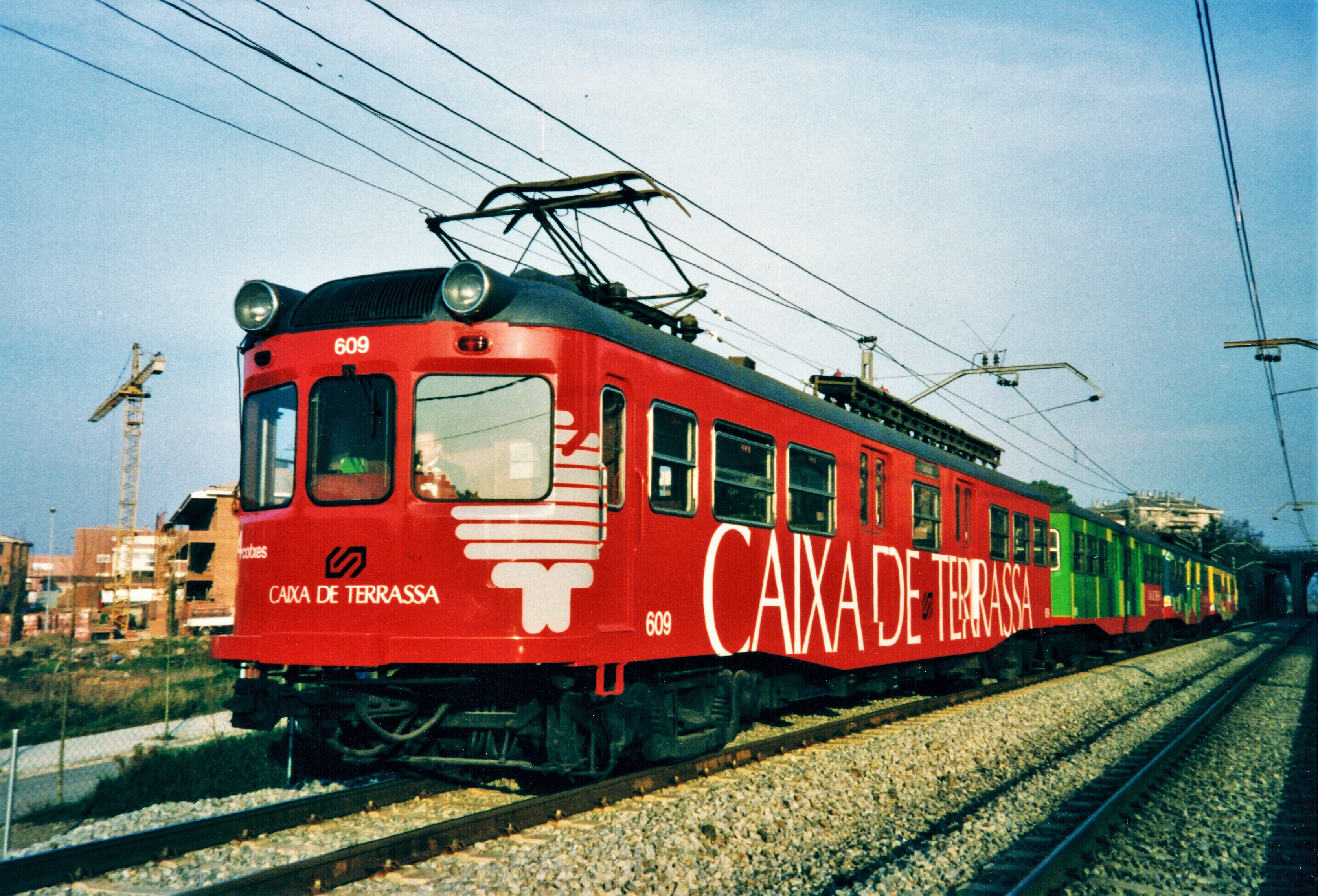
El tren amb publicitat de Caixa de Terrassa a Sant Cugat, el 8 de febrer de 1995.
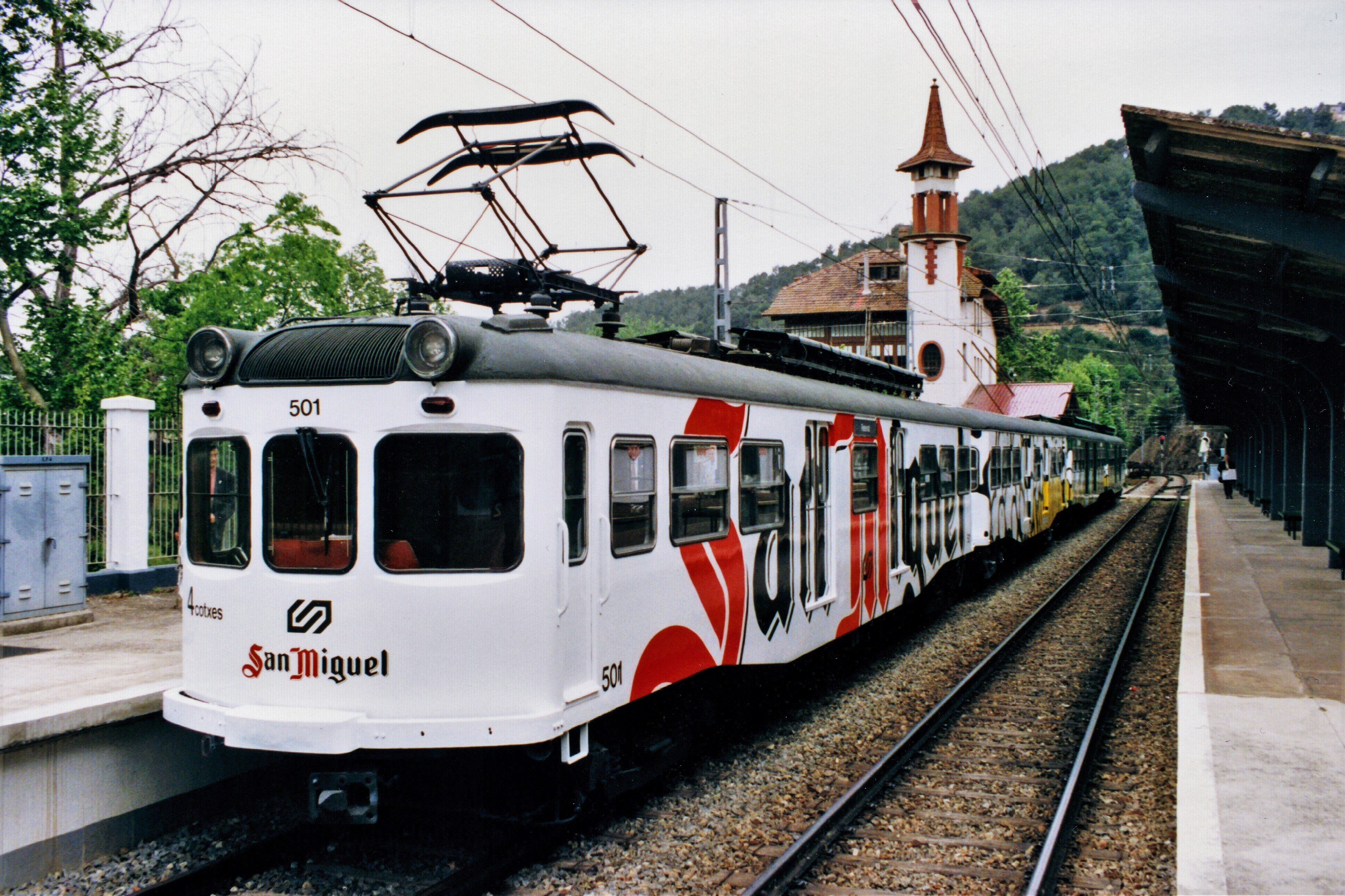
Presentació del tren amb publicitat de San Miguel a Les Planes, el 9 de maig de 1995.
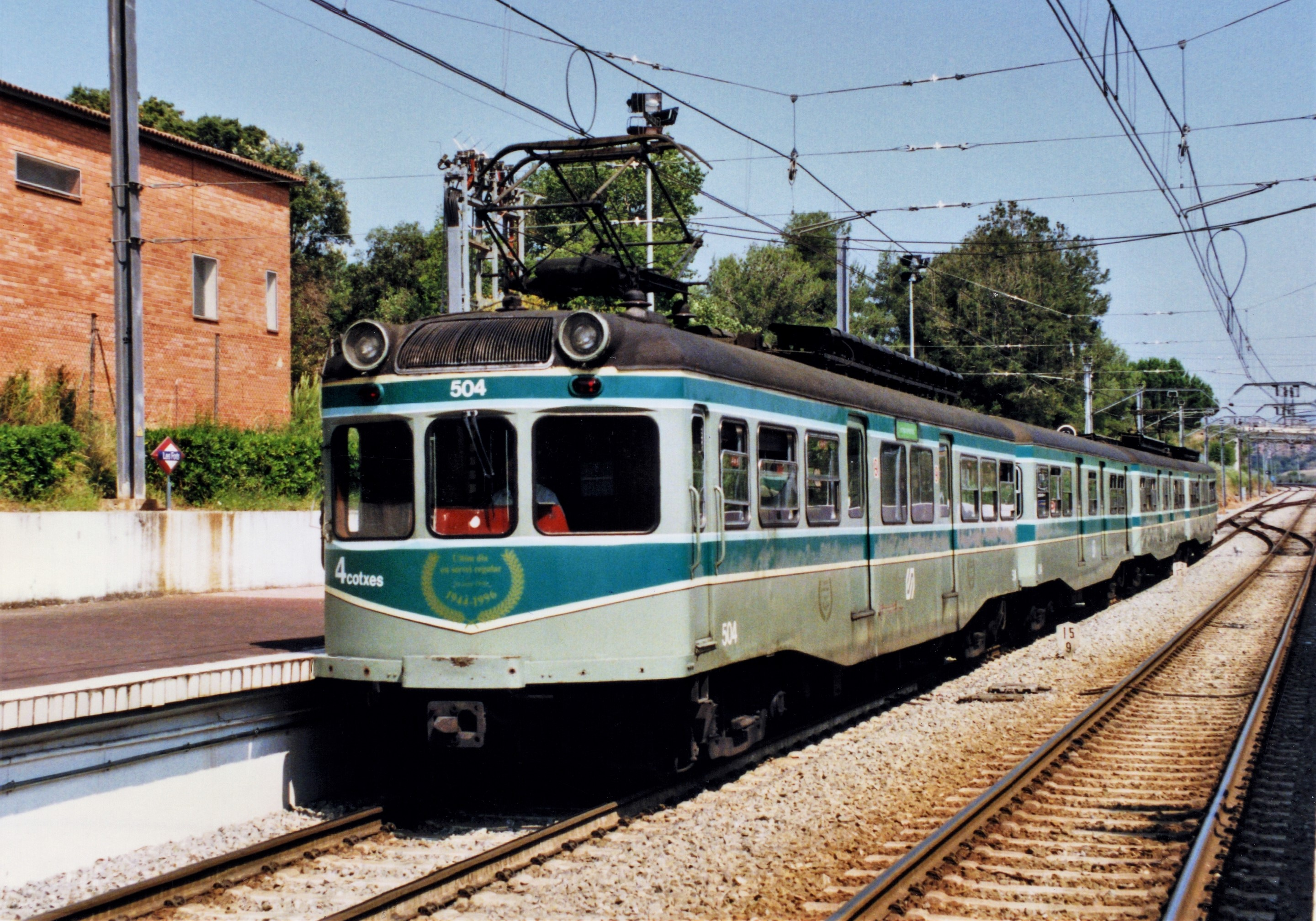
Un dels darrers trens comercials el dia del comiat: el D028 de Terrassa a Barcelona, a Les Fonts. A les testeres es va posar una llegenda commemorativa.
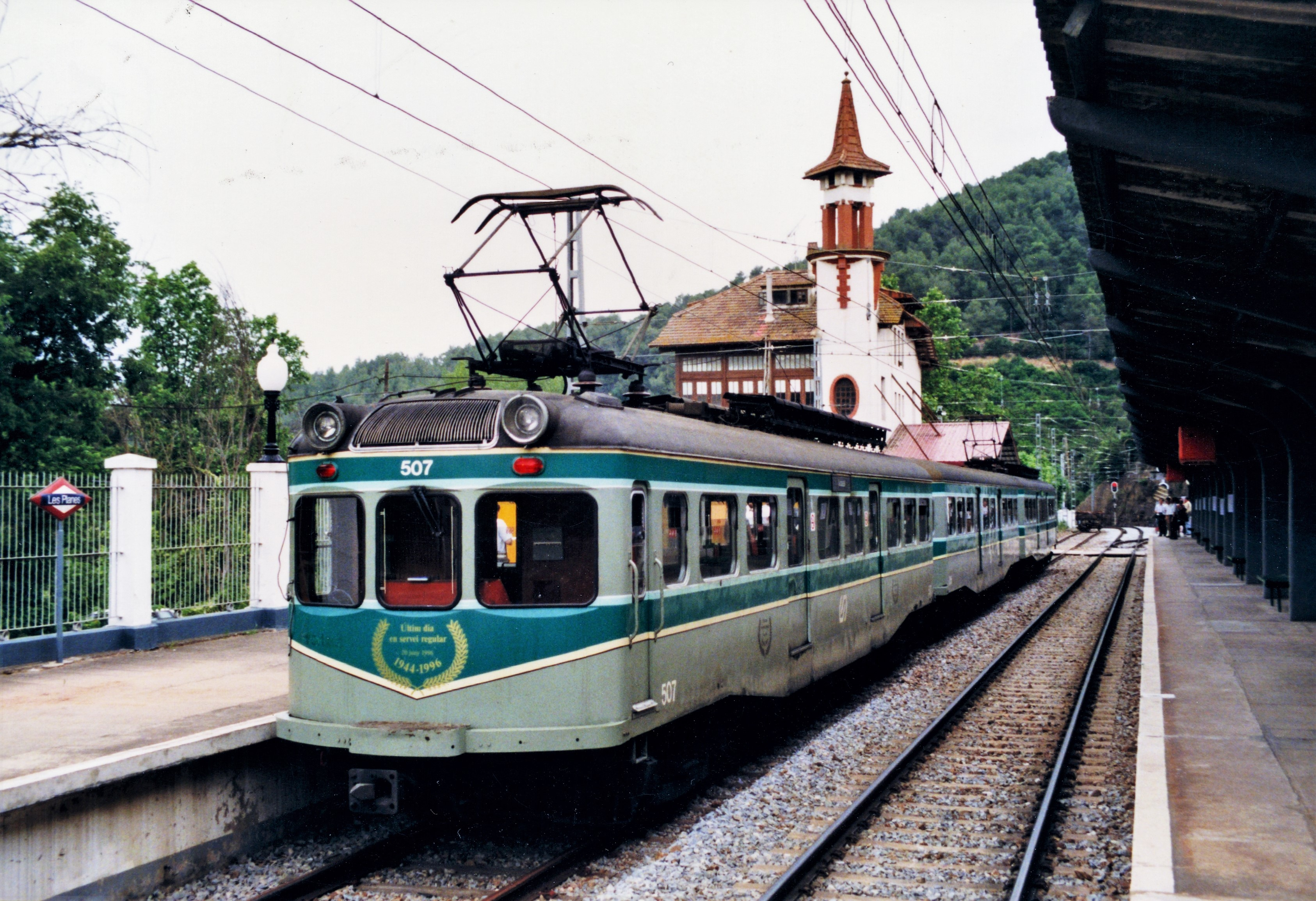
El tren preservat com a històric a l'estació de Les Planes, durant l'acte oficial de comiat dels 400. També te la llegenda commemorativa a les testeres.

### Venda a Cuba
Malgrat tenir alguns cotxes ja cinquanta anys de vida, la seva robustesa, senzillesa i fiabilitat va fer pensar als directius d'FGC la possibilitat de reutilitzar o vendre aquests trens. En el primer cas, es va estudiar el trasllat d'uns quants vehicles a la línia Llobregat-Anoia, per ajudar transitòriament a la manca de material disponible fins a la compra de les UT de la sèrie 213. No es va poder fer per la impossibilitat d'adaptar els bogis a les vies d'ample mètric. En el segon cas, el gener de 1995 es va publicitar en diversos mitjans internacionals la venda d'aquests trens.
Finalment, a finals de 1995 es va rebre una oferta ferma per part de la empresa pública Unión de Ferrocarriles de Cuba (UFC), operadora del ferrocarril de l'illa tropical, per tal de modernitzar el parc de material rodant de l'única línia electrificada que tenen: la del ferrocarril de Hershey, entre Matanzas y Casablanca, prop de La Havana, amb uns quants ramals. Diversos entrebancs polítics van alentir l'operació, i no va ser fins al 13 de novembre de 1997 que es va signar el contracte per la venda a UFC de cinc trens de tres cotxes i tres de quatre cotxes (27 cotxes en total), més recanvis, per un import de 315 milions de pessetes (1.893.188 €).
Prèviament al seu enviament, es va fer una posta a punt dels vehicles, que va incloure el seu repintat en els colors propis d'FGC. Tots ells van conservar el mateix número de sèrie. Entre el 21 i el 22 de gener de 1998, els 27 cotxes es van embarcar al port de Barcelona, sent descarregats a Cuba els dies 6 i 7 de febrer següent. Traslladats al taller de Hershey, es va fer una modificació important, que va ser l'elevació del pantògraf mitjançant un castellet metàl·lic, doncs allà la catenària està a més alçada. També es van haver d'adaptar les estacions, doncs tenien andanes molt baixes. Donades les dificultats econòmiques de Cuba en aquell moment, no es van construir andanes altes, sino tan sols uns esglaons per tal de poder accedir a només una porta del tren. Per tant, els viatgers havien de desplaçar-se per l'interior de les UT per poder pujar i baixar.
L'11 de maig es van presentar i inaugurar els "nous" trens. Des de llavors, van prestat la major part dels serveis d'aquest ferrocarril. La manca de finançament pel manteniment, va fer que tot el ferrocarril s'anés degradant progressivament, agreujat pel tancament de la refineria de sucre de Heshey el 2002, motiu de l'existència del ferrocarril. L'any 2017 es va suspendre el servei, a causa del mal estat de la catenària i de les destrosses que va causar l'huracà Irma. Posteriorment, es va reprendre el servei parcialment entre Hershey i Guanabo, sent de nou suspès el gener de 2019 per les destrosses causades per un tornado.

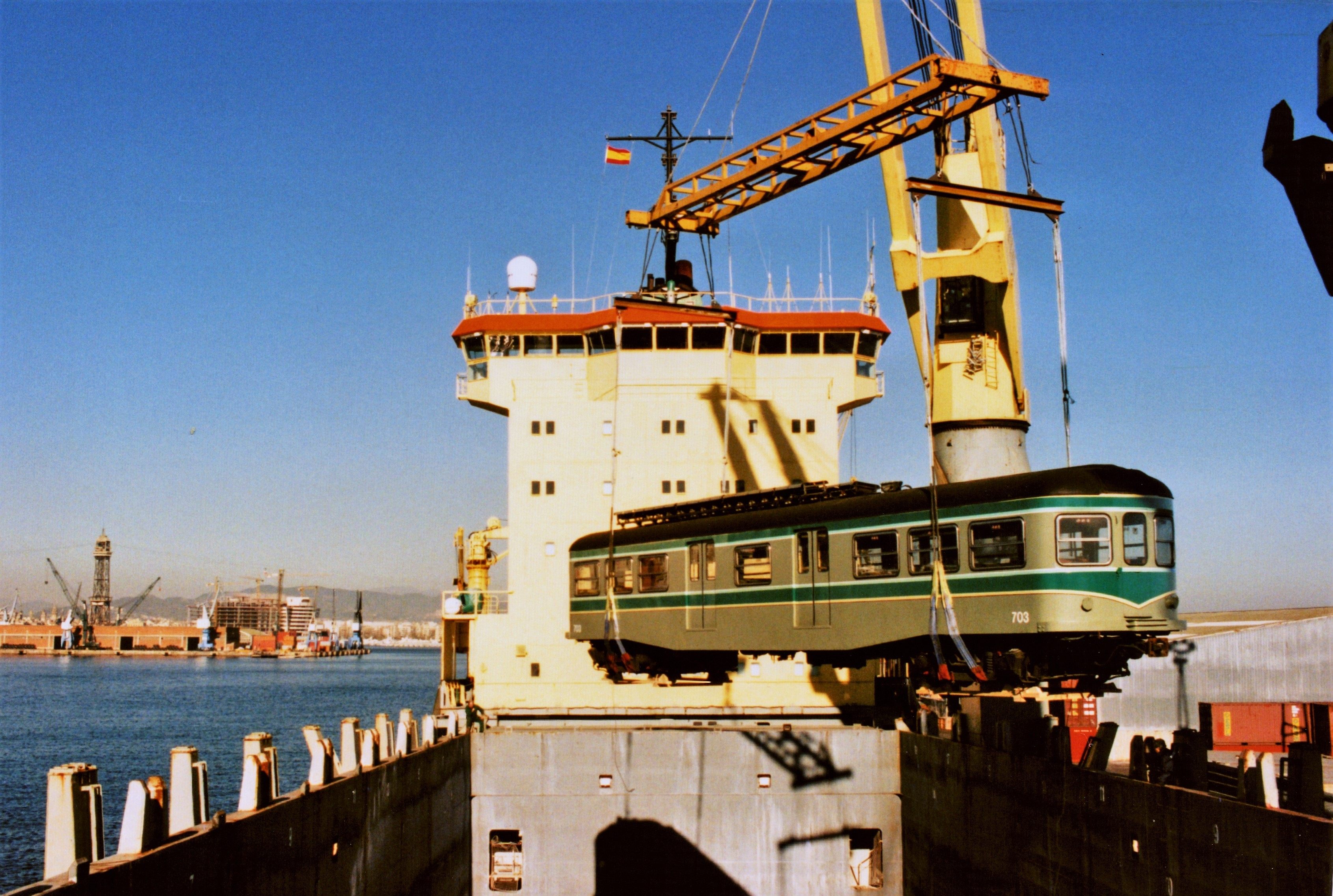
L'automotor sense cabina 703 es carregat al Vaixell Arktis Mayflower, per ser enviat a Cuba, el 21 de gener de 1998.
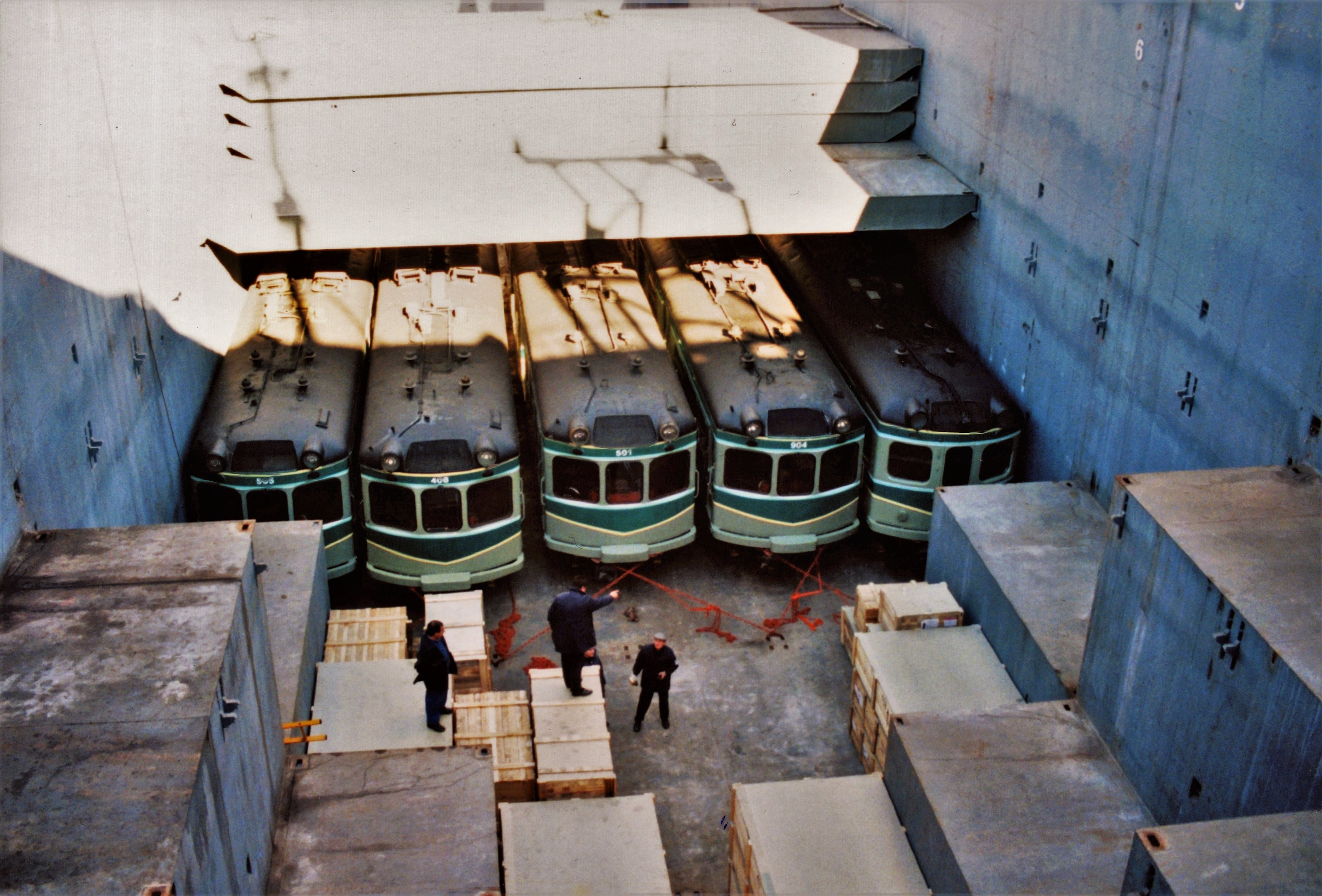
Cinc cotxes de la sèrie 400 a la bodega del vaixell Arkits Mayflower, al Port de Barcelona, el 21 de gener de 1998.
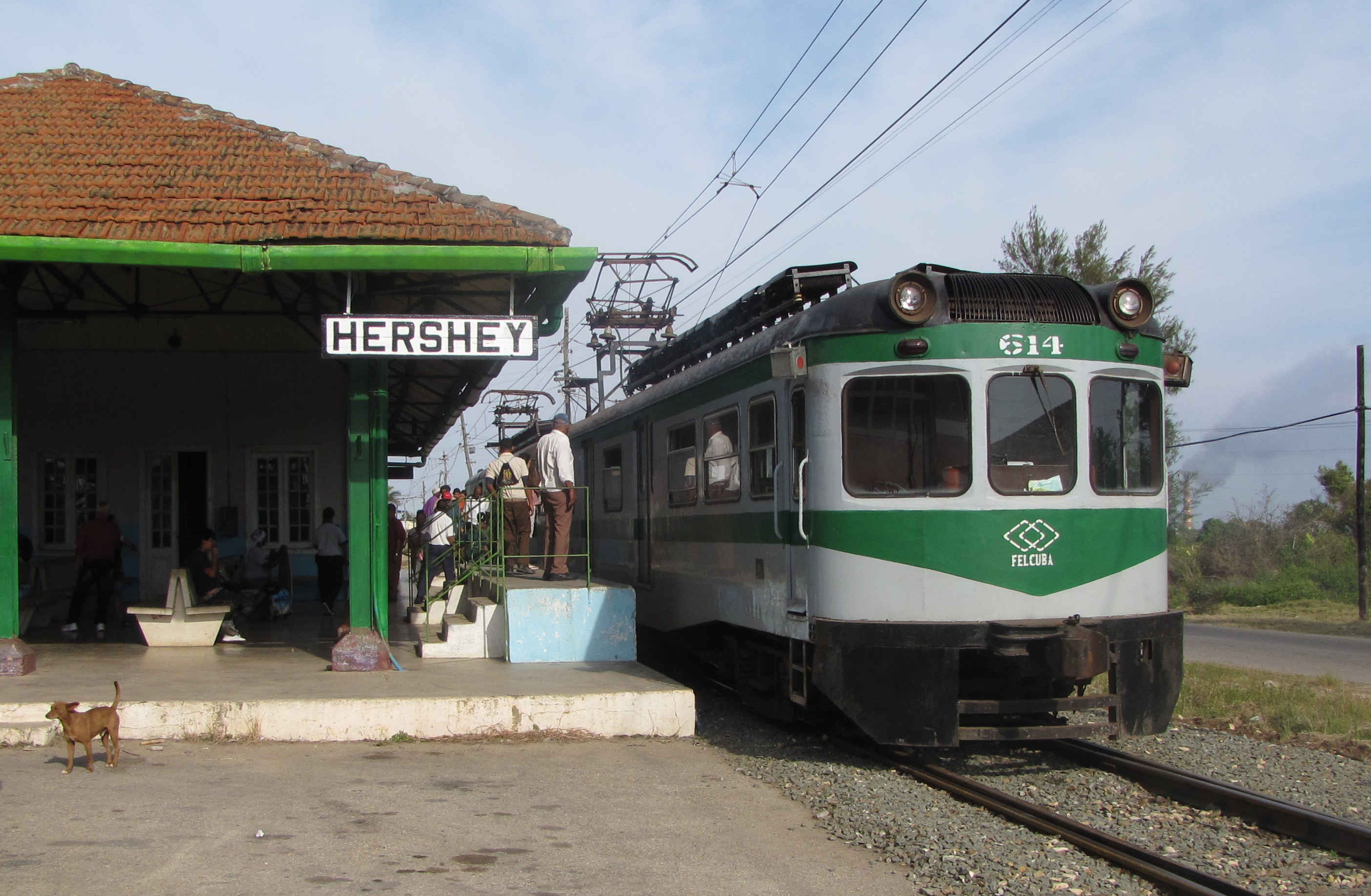
A l'estació de Hershey, un tren encapçalat per l'automotor 614.
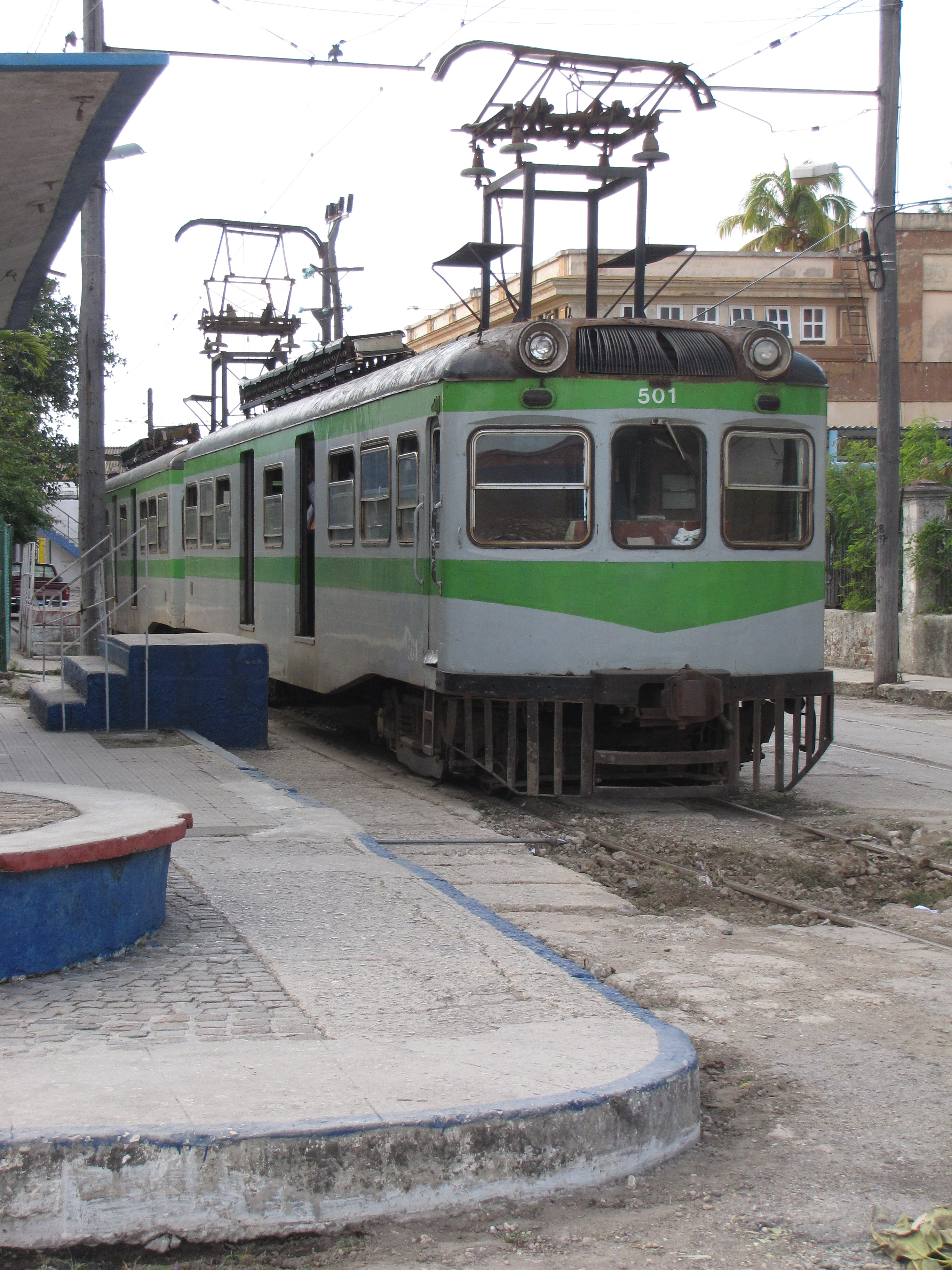
A l'estació de Casablanca es poden observar el castellet del pantògraf i les escales per accedir al tren.

### Desballestaments i renaixement

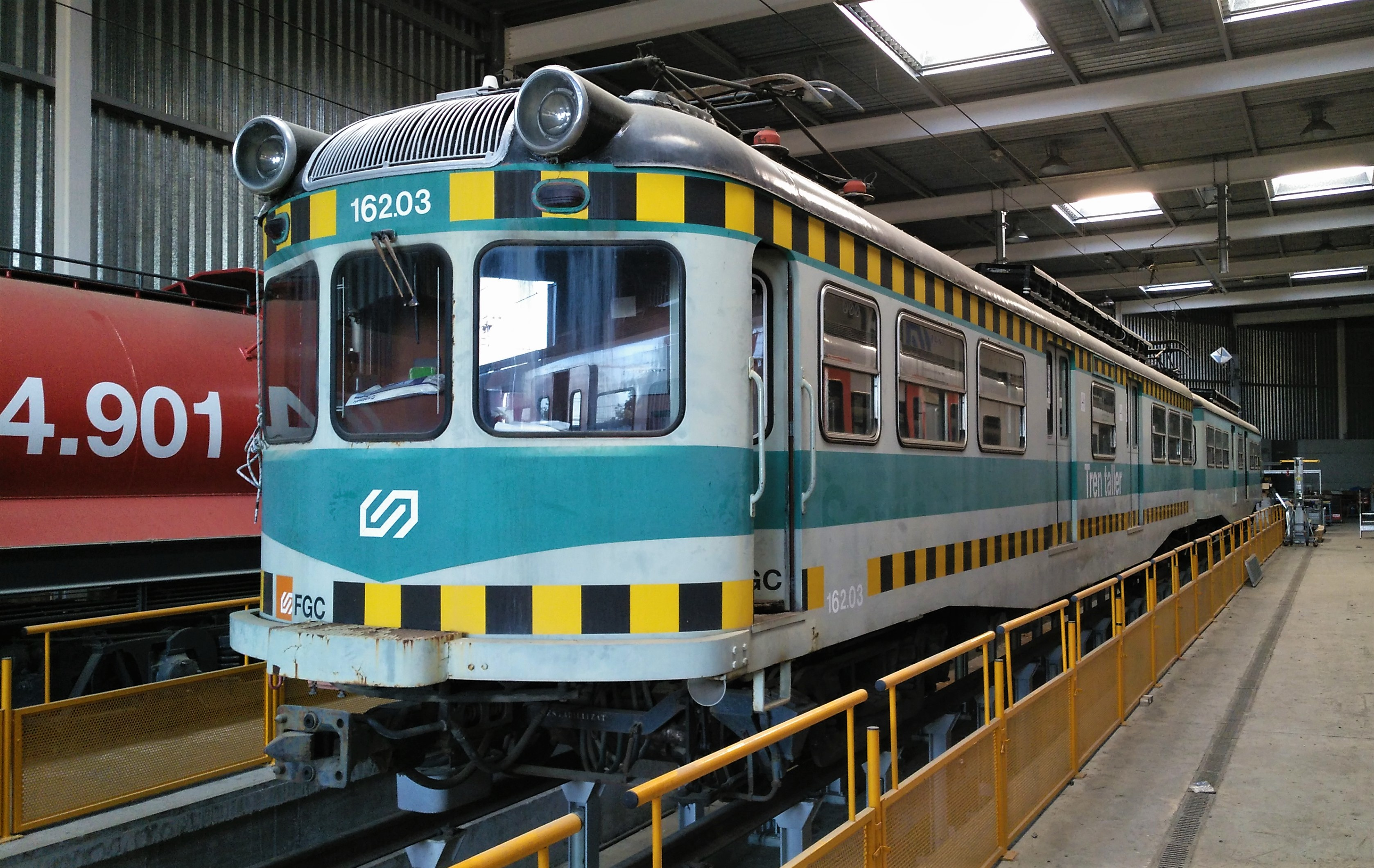
El tren taller format pels cotxes 162.03 (ex 609) i 162.02 (ex 409), al taller de Rubí.

Dels vehicles no venuts a Cuba, al marge dels tres preservats com a material històric, vuit van ser desballestats al taller de Rubí el maig de 1998. Altres nou cotxes es van desballestar al mateix lloc el juliol de 2000.
El 19 de juny de 2000, va entrar en vigor un nou horari a la línia Barcelona-Vallès, amb un augment important de les freqüències de trens. Per oferir més servei entre Terrassa, Sabadell i Barcelona, aquest horari va suposar la supressió d'alguns trens directes entre les estacions de Barcelona Plaça de Catalunya i Reina Elisenda, sent substituïts per trens llançadores entre Sarrià i Reina Elisenda. Per fer aquest servei es va ressuscitar un tren de la sèrie 400, en concret el format pels cotxes 413 (que en realitat és el 409, renumerat com a 413 el 1998), 805 (renumerat també el 1998, antic 809) i 609. Es va equipar per la circulació amb agent únic, amb polsadors d'accionament de les portes de viatgers a les cabines de conducció. També es va dotar amb una versió simplificada del sistema de seguretat FAP, i es va modificar lleugerament la pintura exterior. Va començar a prestar aquest servei la tardor de 2000 i ho va fer fins a principis de l'any 2004, havent recorregut 95 km l'any 2001, 696 l'any 2002, 1124 l'any 2003 i només 72 l'any 2004
Després de la seva retirada del servei, els dos cotxes motors es van transformar com a tren taller, per intervencions a la línia, sent renumerats com a 162.02 el 413 (ex 409) i com a 162.03 el 609. Per la seva banda, el remolc 805 (ex 809) es va traslladar a l'escola de policia de Catalunya, a Mollet del Vallès, com a element d'instrucció i pràctiques.

### El tren preservat

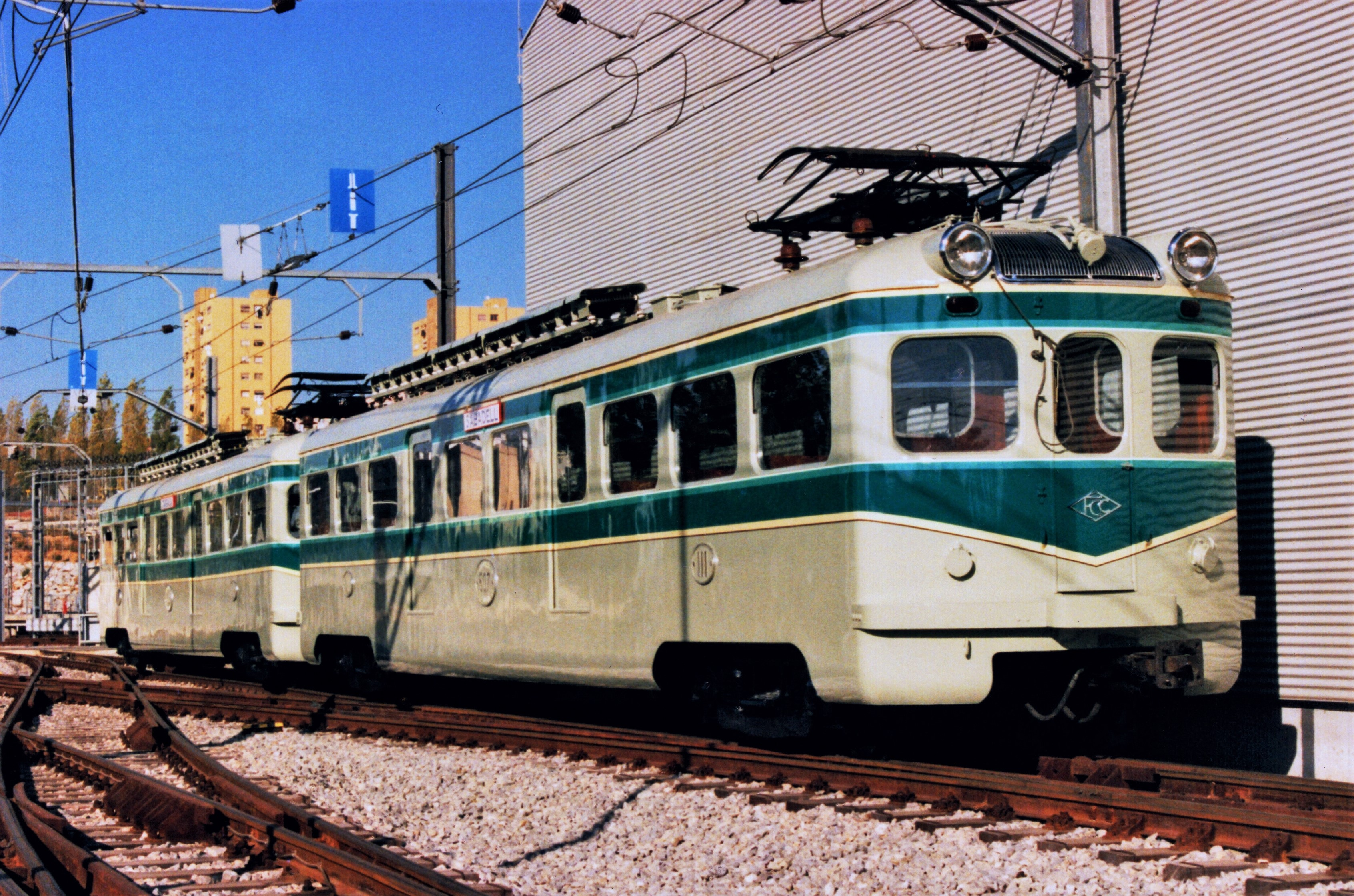
Els automotors 507 i 409 al taller de Rubí, tot just acabada la seva restauració, el 23 de novembre de 1998.

L'any 1997, FGC va prendre la decisió formal de preservar un tren del tipus 400 com a material històric. Es van triar els tres cotxes que es conservaven en l'estat més original possible: els 413, 805 i 507. Per qüestions contables, dos d'ells es van renumerar, passant el 413 a ser el 409, i el 805 a ser el 809.
El 1998 es va decidir restaurar el tren preservat, en el seu estat original. Les feines es van encarregar a l'empresa TRADINSA (Transformaciones y Desarrollos Integrales S.A., hereva dels antics Tallers Rocafort de Lleida), amb col·laboració de personal tècnic de FGC i d'altres proveïdors, especialment de fusteria i cromats. Els tres cotxes es van traslladar al taller de TRADINSA a Almenar el març de 1998. Es va fer una feina molt artesanal, donat que en aquella època gairebé cap proveïdor industrial fabricava components propis dels anys quaranta. Amb l'assessorament fonamental del major expert i coneixedor d'aquest ferrocarril, en Josep Maria González Juanico (EPD), el resultat va ser magnífic, i en tots els aspectes, fins al menor detall, els tres cotxes del tren van tornar al seu aspecte original. Acabats els treballs, els cotxes van tornar al taller de Rubí l'octubre, novembre i desembre de 1998 (cotxes 507, 409 i 809 respectivament), on es van muntar els seients, fabricats a una fusteria de Sabadell.
El primer vehicle en tornar a circular va ser el 507, fent diversos viatges el diumenge 29 de novembre de 1998, en commemoració del 150 aniversari del primer ferrocarril espanyol. L'1 de desembre va tornar a circular el 409 (junt amb el 507), en un viatge noliejat per aficionats alemanys. Durant el Nadal de 1998 els dos automotors van fer diversos viatges oberts al públic, substituint a trens regulars, Finalment, el remolc 809 va tornar a circular el 6 de febrer de 1999, en un viatge especial per a l'Associació d'Amics del Ferrocarril de Barcelona. Poc després, el 409 es va retornar a TRADINSA, doncs el bastidor estava molt corbat.
Durant els següents catorze anys, el tren va circular esporàdica per habitualment, en serveis especials noliejats per aficionats al ferrocarril, la pròpia FGC, empreses o particulars. No obstant, en la segona dècada del segle XXI els viatges eren cada cop menys freqüents, fins a arribar al punt que es va retirar del servei l'any 2013. Va circular per darrera vegada els dies 5 i 6 d'octubre d'aquell any, fent trens llançadores entre les estacions de Sarrià i Reina Elisenda, amb motiu dels actes commemoratius del 150 aniversari de la inauguració del tren de Sarrià. Des de llavors va quedar apartat al taller de Rubí, durant molt de temps a la intempèrie, patint una greu degradació. Oficialment, el tren estava pendent de la revisió tècnica periòdica.
L'any 2017, FGC va decidir tornar a posar en servei el tren històric, per al que prèviament es necessitava l'execució dels treballs d'una gran revisió general, i de reparació dels danys causats en l'estructura i la pintura, que quatre anys d'abandonament havien produït. Després del corresponent concurs públic, l'1 de juliol de 2017 es va adjudicar la gran reparació de la UT a l'empresa Tradinsa Industrial S.L., per un import de 604.196,60 €. El tren es va traslladar per carretera a les instal·lacions de Tradinsa a Puigverd de Lleida. Com que quan es van començar els treballs es va veure que calia fer més actuacions de les inicialment programades, el 19 de març de 2018 es va signar un primer contracte complementari amb Tradinsa, per import de 267.202,83 €. El 28 de novembre de 2018 es va signar un segon contracte complementari amb Tradinsa, per tal de retirar l'amiant existent a diverses parts del tren, amb un cost de 254.777,17 €.
Tot i que inicialment estava previst que els treballs de revisió general acabessin aviat, i que el tren es pogués tornar a fer servir pels actes de commemoració del centenari de l'arribada del ferrocarril a Sant Cugat del Vallès (el 26 d'octubre de 2017), les diverses dificultats trobades durant les feines executades van impedir-ho, i finalment el tren no va tornar al taller de Rubí fins als dies 18 a 20 de novembre de 2019. Seguidament es van fer proves estàtiques i dinàmiques, una avaluació de riscos i un estudi de viabilitat tècnica per tal d'instal·lar el sistema de seguretat TBS ATP/ATO, en ús a la línia Barcelona-Vallès. Els treballs per la seva posada en servei van quedar aturats el març de 2020 degut a la pandèmia pel COVID-19.
El 23 de desembre de 2020 es va signar el contracte per la fabricació de 60 rodes de recanvi (32 pels bogis motors i 28 pels bogis remolcats), per garantir la substitució de les existents a mesura que es vagin desgastant, per un import de 275.807,40 €.
Després de múltiples endarreriments per diverses causes, el tren va ser estrenat i oficialment presentat el diumenge 7 de maig de 2023, fent el servei previst de l'operació turística i amb presència de diverses autoritats. Aquell dia es va anunciar la circulació del tren històric, obert al públic en general, un diumenge del mes de maig i un altre del mes de juny.

### Detall de tots els cotxes
A continuació es presenta un quadre amb el detall històric de cadascun dels cotxes motors i remolcs d'aquesta sèrie. Les dates consten en format ISO per tal de poder ordenar les columnes a gust del lector.
| Número original | Número definitiu | Data d'alta | Procedeix de                                                      | Data de baixa | Estat final |
| --------------- | ---------------- | ----------- | ----------------------------------------------------------------- | ------------- | --- |
|                 | 401              | 1944-12-02  |                                                                   | 1996-06-20    | Venut a la Unión de Ferrocarriles de Cuba. |
|                 | 402              | 1947-03-11  |                                                                   | 1996-06-20    | Venut a la Unión de Ferrocarriles de Cuba. |
| 902             | 403              | 1948-10-06  |                                                                   | 1996-06-20    | Renumerat com a 403 el 31-03-1952. Venut a la Unión de Ferrocarriles de Cuba.                                                                      |
|                 | 404              | 1950-05-31  |                                                                   | 1996-06-20    | Desballestat el juliol de 2000. |
|                 | 405              | 1951-03-15  |                                                                   | 1996-06-20    | Venut a la Unión de Ferrocarriles de Cuba. |
|                 | 406              | 1951-11-24  |                                                                   | 1996-06-20    | Desballestat el maig de 1998. |
|                 | 407              | 1967-05-29  |                                                                   | 1996-06-20    | Venut a la Unión de Ferrocarriles de Cuba. |
|                 | 408              | 1968-06-26  |                                                                   | 1996-06-20    | Venut a la Unión de Ferrocarriles de Cuba. |
|                 | 409              | 1968-11-16  |                                                                   | -             | Baixa en 1996. Renumerat com a 413 el 1998. De nou en servei entre els anys 2000 i 2004. Transformat com a tren taller el 2004, amb número 162.02. |
|                 | 410              | 1969-11-14  |                                                                   | 1996-06-20    | Desballestat el maig de 1998. |
|                 | 411              | 1971-05-28  |                                                                   | 1996-06-20    | Desballestat el juliol de 2000. |
|                 | 412              | 1972-10-11  |                                                                   | 1980          | Accidentat a Sabadell l'abril de 1980. Desballestat aquell any.                                                                                    |
|                 | 413              | 1973-03-17  |                                                                   | -             | Renumerat com a 409 el 1998. Preservat com a material històric.                                                                                    |
| 901             | 501              | 1947-09-15  |                                                                   | 1996-06-20    | Renumerat com a 501 el 31-03-1952. Venut a la Unión de Ferrocarriles de Cuba.                                                                      |
|                 | 502              | 1946-04-06  |                                                                   | 1996-06-20    | Venut a la Unión de Ferrocarriles de Cuba. |
|                 | 503              | 1952-01-24  |                                                                   | 1996-06-20    | Desballestat el maig de 1998. |
| 508             | 504              | 1944-07-19  | Remolc furgó 802.                                                 | 1996-06-20    | Renumerat com a 504 el 31-03-1952. Desballestat el juliol de 2000.                                                                                 |
|                 | 505              | 1951-03-15  |                                                                   | 1996-06-20    | Venut a la Unión de Ferrocarriles de Cuba. |
|                 | 506              | 1950-05-31  |                                                                   | 1996-06-20    | Venut a la Unión de Ferrocarriles de Cuba. |
|                 | 507              | 1967-06-08  |                                                                   | -             | Preservat com a material històric. |
|                 | 508              | 1968-08-08  |                                                                   | 1996-06-20    | Venut a la Unión de Ferrocarriles de Cuba. |
|                 | 509              | 1968-12-17  |                                                                   | 1996-06-20    | Venut a la Unión de Ferrocarriles de Cuba. |
|                 | 510              | 1970-07-10  |                                                                   | 1996-06-20    | Desballestat el maig de 1998. |
|                 | 511              | 1971-07-26  |                                                                   | 1996-06-20    | Desballestat el juliol de 2000. |
|                 | 512              | 1974-01-31  |                                                                   | 1980          | Accidentat a Sabadell l'abril de 1980. Desballestat aquell any.                                                                                    |
|                 | 513              | 1977-01-11  |                                                                   | 1996-06-20    | Venut a la Unión de Ferrocarriles de Cuba. |
|                 | 609              | 1964-07-03  | Transformat el 1982 com a tipus 500, amb el mateix número.        | -             | Baixa en 1996. De nou en servei entre els anys 2000 i 2004. Transformat com a tren taller el 2004, amb número 162.03.                              |
|                 | 612              | 1965-11-13  | Transformat el 1985 com a tipus 800, amb el mateix número.        | 1996-06-20    | Venut a la Unión de Ferrocarriles de Cuba. |
|                 | 614              | 1965-10-02  | Transformat el 1985 com a tipus 400, amb el mateix número.        | 1996-06-20    | Venut a la Unión de Ferrocarriles de Cuba. |
| 607             | 701              | 1962-06-25  | Transformat el 1988 com a cotxe motor sense cabines de conducció. | 1996-06-20    | Desballestat el maig de 1998. |
| 613             | 702              | 1965-09-11  | Transformat el 1988 com a cotxe motor sense cabines de conducció. | 1996-06-20    | Desballestat el juliol de 2000. |
| 611             | 703              | 1964-11-14  | Transformat el 1989 com a cotxe motor sense cabines de conducció. | 1996-06-20    | Venut a la Unión de Ferrocarriles de Cuba. |
| 601             | 704              | 1952-07-09  | Transformat el 1989 com a cotxe motor sense cabines de conducció. | 1996-06-20    | Desballestat el maig de 1998. |
| 618             | 705              | 1967-10-05  | Transformat el 1990 com a cotxe motor sense cabines de conducció. | 1996-06-20    | Desballestat el juliol de 2000. |
| 604             | 706              | 1953-11-30  | Transformat el 1990 com a cotxe motor sense cabines de conducció. | 1996-06-20    | Desballestat el juliol de 2000. |
| 610             | 707              | 1964-10-16  | Transformat el 1990 com a cotxe motor sense cabines de conducció. | 1996-06-20    | Venut a la Unión de Ferrocarriles de Cuba. |
| 603             | 708              | 1953-11-30  | Transformat el 1991 com a cotxe motor sense cabines de conducció. | 1996-06-20    | Venut a la Unión de Ferrocarriles de Cuba. |
|                 | 801              | 1943-09-29  | Remolc furgó 801.                                                 | 1996-06-20    | Venut a la Unión de Ferrocarriles de Cuba. |
|                 | 802              | 1950-05-31  |                                                                   | 1996-06-20    | Venut a la Unión de Ferrocarriles de Cuba. |
|                 | 803              | 1948-12-06  |                                                                   | 1996-06-20    | Venut a la Unión de Ferrocarriles de Cuba. |
|                 | 804              | 1948-12-06  |                                                                   | 1996-06-20    | Desballestat el juliol de 2000. |
|                 | 805              | 1949-08-18  |                                                                   | -             | Renumerat com a 809 el 1998. Preservat com a material històric.                                                                                    |
|                 | 806              | 1951-01-27  |                                                                   | 1996-06-20    | Desballestat el maig de 1998. |
|                 | 807              | 1952-06-03  |                                                                   | 1996-06-20    | Venut a la Unión de Ferrocarriles de Cuba. |
|                 | 808              | 1967-03-10  |                                                                   | 1996-06-20    | Venut a la Unión de Ferrocarriles de Cuba. |
|                 | 809              | 1968-10-02  |                                                                   | 2004          | Baixa en 1996. Renumerat com a 805 el 1998. De nou en servei entre els anys 2000 i 2004. Traslladat a l'escola de policia el 2004.                 |
|                 | 810              | 1969-02-11  |                                                                   | 1996-06-20    | Desballestat el juliol de 2000. |
|                 | 811              | 1970-08-17  |                                                                   | 1980          | Accidentat a Sabadell l'abril de 1980. Desballestat aquell any.                                                                                    |
|                 | 812              | 1971-01-26  |                                                                   | 1996-06-20    | Desballestat el maig de 1998. |
|                 | 813              | 1972-06-20  |                                                                   | 1996-06-20    | Venut a la Unión de Ferrocarriles de Cuba. |
|                 | 814              | 1977-12-30  |                                                                   | 1996-06-20    | Venut a la Unión de Ferrocarriles de Cuba. |
|                 | 903              | 1949-03-11  |                                                                   | 1996-06-20    | Venut a la Unión de Ferrocarriles de Cuba. |
|                 | 904              | 1949-03-02  |                                                                   | 1996-06-20    | Venut a la Unión de Ferrocarriles de Cuba. |

## Descripció tècnica

### Quadre de característiques
|                              | Automotors prototipus   | Remolc prototipus | Automotors primera sèrie        | Remolcs primera sèrie | Automotors ex Brill      | Remolc ex Brill | Automotors unificats | Remolcs unificats | Automotors ex 600 | Remolc ex 600 | Automotors 700 ex 600 | Estat final FGC automotors                                    | Estat final FGC remolcs   |
| ---------------------------- | ----------------------- | ----------------- | ------------------------------- | --------------------- | ------------------------ | --------------- | -------------------- | ----------------- | ----------------- | ------------- | --------------------- | ------------------------------------------------------------- | ------------------------- |
| Números                      | 401 i 504               | 801               | 402 a 406, 501 a 503, 505 i 506 | 802 a 804, 806 i 807  | 903 i 904                | 805             | 407 a 413, 507 a 513 | 808 a 814         | 609 i 614         | 612           | 701 a 708             | 401 a 411, 413, 501 a 511, 513, 609, 614, 701 a 708, 901, 904 | 612, 801 a 810, 812 a 814 |
| Anys construcció             | 1944                    | 1943              | 1946 a 1951                     | 1948 a 1952           | 1949                     | 1949            | 1967 a 1977          | 1967 a 1977       |                   |               |                       |                                                               |                           |
| Anys transformació           |                         |                   |                                 |                       |                          |                 |                      |                   | 1982 i 1985       | 1986          | 1988 a 1991           |                                                               |                           |
| Ample de via                 | 1.435 mm                | 1.435 mm          | 1.435 mm                        | 1.435 mm              | 1.435 mm                 | 1.435 mm        | 1.435 mm             | 1.435 mm          | 1.435 mm          | 1.435 mm      | 1.435 mm              | 1.435 mm                                                      | 1.435 mm                  |
| Disposició eixos             | Bo'Bo'                  | 2'2'              | Bo'Bo'                          | 2'2'                  | Bo'Bo'                   | 2'2'            | Bo'Bo'               | 2'2'              | Bo'Bo'            | 2'2'          | Bo'Bo'                | Bo'Bo'                                                        | 2'2'                      |
| Tensió alimentació           | 1.200 Vcc               |                   | 1.200 Vcc                       |                       | 1.200 Vcc                |                 | 1.200 Vcc            |                   | 1.200 Vcc         |               | 1.200 Vcc             | 1.500 Vcc                                                     | 1.500 Vcc                 |
| Potència nominal             | 368 CV                  |                   | 368 CV                          |                       | 420 CV                   |                 | 600 CV               |                   | 600 CV            |               | 600 CV                | 720 CV                                                        |                           |
| Velocitat màxima             | 60 km/h                 | 60 km/h           | 60 km/h                         | 60 km/h               | 60 km/h                  | 60 km/h         | 80 km/h              | 80 km/h           | 80 km/h           | 80 km/h       | 80 km/h               | 80 km/h                                                       | 80 km/h                   |
| Motors de tracció            | English Electric DK-32B |                   | English Electric DK-32B         |                       | General Electric GE-225B |                 | Cenemesa TCW-4032    |                   | Cenemesa TCW-4032 |               | Cenemesa TCW-4032     | Cenemesa TCW-4032                                             |                           |
| Equips de control            | English Electric        |                   | English Electric                |                       | M                        |                 | PC-103F              |                   | PC-103F           |               | PC-103F               | PC-103F                                                       |                           |
| Bogis                        | Brill 27MCB2            | Brill 27MCB2      | Unificat                        | Unificat              | Brill 27MCB2             | Brill 27MCB2    | Unificat             | Unificat          | Unificat          | Unificat      | Unificat              | Unificat                                                      | Unificat                  |
| Longitud màxima              | 17.416 mm               | 17.416 mm         | 19.296 mm                       | 19.296 mm             | 19.296 mm                | 19.296 mm       | 19.296 mm            | 19.296 mm         | 19.360 mm         | 19.360 mm     | 19.360 mm             | 19.296/19.360 mm                                              | 19.296/19.360 mm          |
| Amplada màxima               | 2.722 mm                | 2.722 mm          | 2.748 mm                        | 2.748 mm              | 2.748 mm                 | 2.748 mm        | 2.748 mm             | 2.748 mm          | 2.742 mm          | 2.742 mm      | 2.742 mm              | 2.742/2.748 mm                                                | 2.742/2.748 mm            |
| Alçada màxima                | 4.202 mm                | 3.590 mm          | 4.202 mm                        | 3.590 mm              | 4.202 mm                 | 3.590 mm        | 4.202 mm             | 3.590 mm          | 4.201 mm          | 3.521 mm      | 3.920 mm              | 3.920/4.201/4.202 mm                                          | 3.521/3.590 mm            |
| Distància entre pivots bogis | 10.936 mm               | 10.936 mm         | 12.616 mm                       | 12.616 mm             | 12.616 mm                | 12.616 mm       | 12.616 mm            | 12.616 mm         | 12.616 mm         | 12.616 mm     | 12.616 mm             | 12.616 mm                                                     | 12.616 mm                 |
| Distància entre eixos bogis  | 1.981 mm                | 1.981 mm          | 2.240 mm                        | 2.240 mm              | 1.981 mm                 | 1.981 mm        | 2.240 mm             | 2.240 mm          | 2.240 mm          | 2.240 mm      | 2.240 mm              | 2.240 mm                                                      | 2.240 mm                  |
| Diàmetre rodes               | 838 mm                  | 838 mm            | 838 mm                          | 838 mm                | 838 mm                   | 838 mm          | 838 mm               | 838 mm            | 838 mm            | 838 mm        | 838 mm                | 838 mm                                                        | 838 mm                    |
| Pes en buit                  | 33.650 Kg               | 23.200 Kg         | 35.360 Kg                       | 23.520 Kg             | 35.360 Kg                | 23.520 Kg       | 35.360 Kg            | 23.520 Kg         | 35.360 Kg         | 23.520 Kg     | 35.000 Kg             | 35.000/35.360 Kg                                              | 23.520 Kg                 |
| Places assegudes             | 56                      | 56                | 64                              | 64                    | 64                       | 64              | 64                   | 64                | 56                | 56            | 56                    | 56/60                                                         | 48/56/60                  |

### Part mecànica
Les caixes dels cotxes eren de construcció metàl·lica soldada amb acer, d'estructura autoportant. Els cotxes motors tenien dos bogis motrius i tots els equipaments tècnics al sostre (pantògraf, resistències de tracció i fre, fusibles principals) i penjant sota el bastidor (tambor de successions, contactors, relés, bateries i equip pneumàtic). Els cotxes remolcs tenien dos bogis remolcats i cap equip tècnic, excepte les bateries sota el bastidor. Tots els cotxes tenien dues portes d'accés pels viatgers a cada lateral, d'accionament pneumàtic, més dues portes frontals d'accionament manual, per passar entre cotxes consecutius.
Exteriorment sempre van anar pintats del mateix color, amb una base de gris verdós, i dues franges a sobre i a sota de les finestres, de color verd fosc, filetejades de groc pàl·lid i negre a la banda més allunyada de les finestres, i de verd més clar i blanc a la banda més propera a les finestres. El sostre era originalment de color gris clar; donat que es notava massa la brutícia, posteriorment es van recobrir amb una pintura asfàltica de color gris fosc. Els cinc primers cotxes construits es van pintar en color crema (part superior) i marró (part inferior), amb filets negres i sostre gris. Aquesta decoració va durar poc, i el 1947 van ser repintats amb el color definitiu.
Interiorment, els automotors estaven distribuïts en tres compartiments: les dues cabines de conducció extremes, de dimensions molt reduïdes; i una sala de viatgers central amb 64 seients fixes en disposició 2+2. Aquests eren d'estructura de fusta amb recolzabraços i coixins i respatllers de tela folrats de vellut, en els cotxes de segona classe (els que quedaven al cantó de Terrassa/Sabadell); i amb planxa de fusta en els cotxes de tercera classe (els que quedaven al cantó de Barcelona). Els remolcs tenien un sol departament de viatgers, amb 64 seients fixes de tercera classe en disposició 2+2, de planxa de fusta. Els remolcs que es van reformar amb departament furgó van veure reduïda la seva capacitat en vuit seients. Les parets estaven folrades amb panells de fusta de caoba als cotxes de segona classe, i de roure als de tercera, i l'enllumenat es feia amb bombetes incandescents en els cotxes construïts als anys quaranta i cinquanta, i amb tubs fluorescents posteriorment. Cap vehicle va portar mai WC.

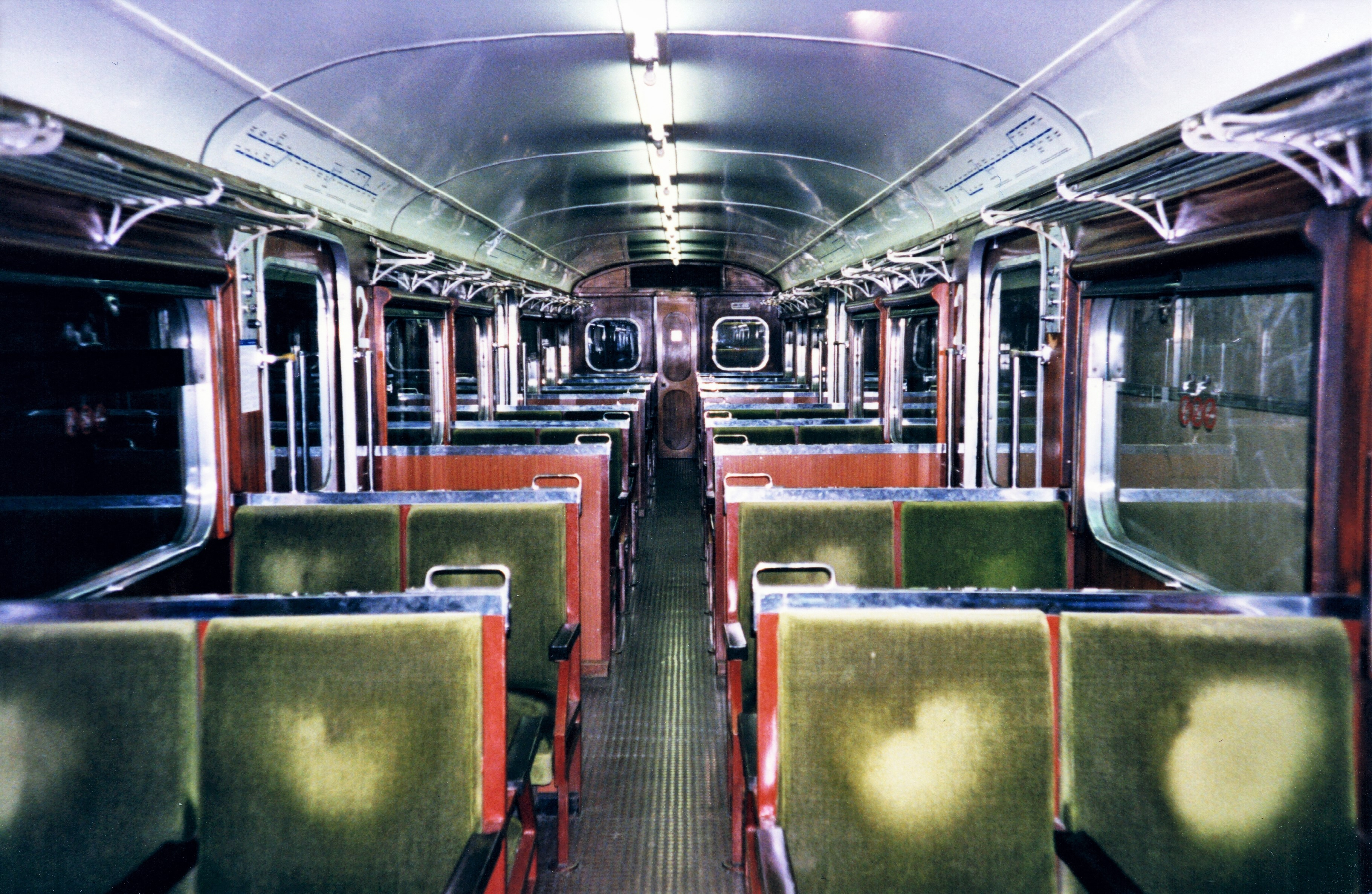
Interior de l'automotor 413, modernitzat, el 5 de setembre de 1994.
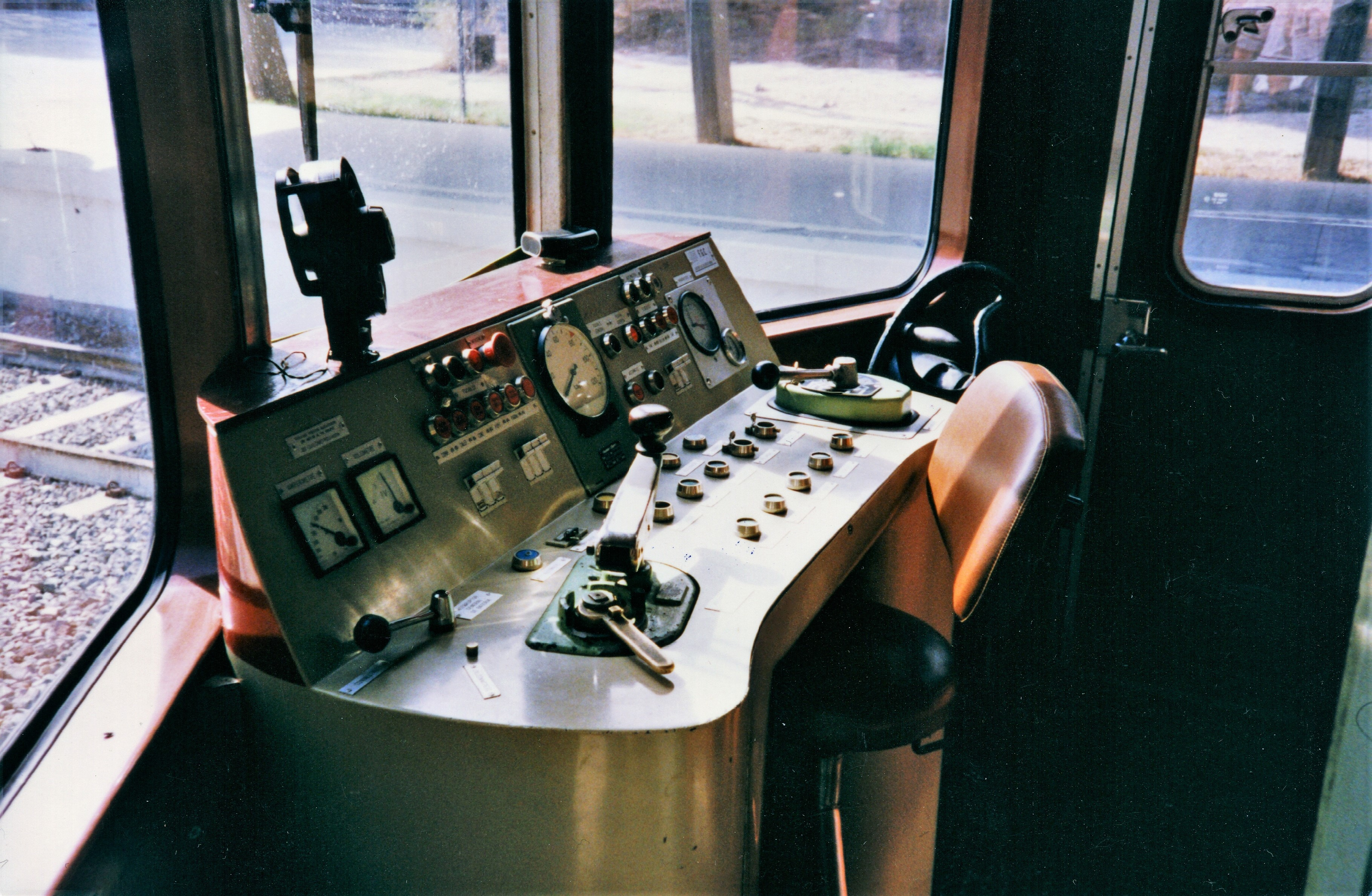
Cabina de conducció modernitzada del 509, el 30 d'agost de 1994.

### Bogis
Tots els cotxes estaven equipats amb el mateix tipus de bogi, anomenat "Unificat FCC". Era del tipus "Pennsylvania" i derivaba del bogi americà del tipus 27MCB2, fabricat per Brill i utilitzat als automotors i remolcs de les sèries 10-27 i 51-59, i que van portar durant uns anys els tres cotxes prototipus, i els tres reformats a partir dels Brill. El disseny d'aquests bogis el van fer els enginyers de Ferrocarriles de Cataluña S.A. (FCC), i van construir diversos prototipus abans d'arribar al model definitiu. Respecte de l'original americà, eren més llargs; es van reforçar les suspensions per obtenir una millor estabilitat; es van reforçar els balancins de la suspensió primària; i es va dotar a cada roda amb dues sabates de fre.
Són uns bogis de dos eixos, amb un bastidor d'acer. La caixa dels cotxes es recolzava sobre la travessa balladora dels bogis mitjançant un pivot, que permetia el seu gir. La travessa balladora es recolzava sobre el bastidor mitjançant una suspensió secundària amb dos jocs de ballestes. El bastidor del bogi es recolzava sobre un balancí exterior mitjançant la suspensió primària, formada per quatre grups dobles de molles helicoïdals. Finalment, el balancí es recolzava sobre les caixes de greix. La transmissió dels esforços de tracció i fre la suportaven unes plaques de fricció situades a cada banda de la caixa de greix.
Cada bogi anava equipat amb vuit sabates de fre (dues per roda), accionades per una timoneria des del cilindre de fre situat sota el bastidor del cotxe. A més, els bogis dels cotxes motors tenien dos motors de tracció elèctrics, que transmetien l'esforç de tracció i fre elèctric mitjançant un joc de pinyó i roda dentada.

### Part elèctrica i de control
La presa de corrent es feia mitjançant un pantògraf situat al sostre de cada cotxe motor. El seu accionament era mecànic, amb molles per mantenir-lo pujat, i amb una corda per baixar-lo. Estaven elèctricament interconnectats entre ells els dos pantògrafs d'una UT, mitjançant un cable situat al sostre. El corrent elèctric seguia a través d'un parallamps i dos fusibles.
Per controlar la tracció i el fre elèctric, el maquinista disposava d'un comandament anomenat controla, alimentada originalment a 600 Vcc (que va provocar més d'un accident), modificada a l'època d'FGC a 32 Vcc. Amb la controla, el maquinista seleccionava l'acceleració, i l'equip de control Ericsson PC-103F s'encarregava de realitzar les operacions corresponents de manera automàtica. Aquest equip constava de diversos relés i un tambor de successions (mogut per unes electrovàlvules), que anava accionant successivament els diversos contactors per tal que als motors de tracció els arribés més o menys voltatge. Ho feia de combinant dos sistemes. Primer, intercalava entre el pantògraf i els motors de tracció, acoblats en sèrie, totes les resistències. Així, als motors els arribava poca tensió, i arrencaven suaument. Posteriorment, l'equip anava eliminant resistències, de manera que el voltatge augmentava i també la velocitat del tren. Posteriorment, canviava l'acoblament dels motors de tracció a sèrie-paral·lel (els dos motors d'un bogi en sèrie, i els dos grups de dos motors en paral·lel), duplicant el voltatge que arribava a cada motor i tornava a intercal·lar totes les resistències, eliminant-les de nou progressivament, augmentant així encara més la velocitat. Aquest equip també permetia fer servir el fre elèctric, utilitzant les mateixes resistències, però en aquest cas per consumir el corrent elèctric generat pels motors. Completava l'equip un inversor, accionat també per electrovàlvules, que permetia triar el sentit de marxa i el funcionament de l'equip en tracció o en fre elèctric. Als automotors construits als anys quaranta i cinquanta, i als procedents dels Brill, els equips de control eren diferents, tot i que funcionaven de la mateixa manera, però sense tenir fre elèctric.
Els motors de tracció eren tots de corrent continu, i es van fer servir tres models: l'English Electric DK-32B de 92 CV en els automotors construits els anys quaranta i cinquanta; el General Electric GE-225B de 105 CV en els reformats a partir dels Brill; i els Cenemesa TCW-4032 de 150 CV en els construits a partir dels anys seixanta. Posteriorment, tots els automotors es van equipar amb els motors Cenemesa. Quan es va augmentar la tensió de catenària de la línia a 1.500 Vcc, aquests motors van incrementar la seva potència fins als 180 CV.
Pels serveis auxiliars, cada automotor disposava d'un grup motor-generador: el motor era alimentat a la tensió de catenària i movia, a velocitat constant, el generador, que fabricava corrent elèctric a 375 Vca. Un transformador convertia aquest corrent en altre a 220 Vca, que es feia servir pel compressor i l'enllumenat. Un altre transformador convertia el corrent de 220 Vca en altre de 32 Vcc, que es feia servir per diversos circuits de control i la càrrega de les bateries. Els calefactors estaven alimentats directament pels 1.200 Vcc de la catenària.

### Sistemes pneumàtics i de fre
L'aire comprimit era produït per un compressor elèctric a una pressió d'entre 6 i 7,5 kg/cm², que era emmagatzemat en dos dipòsits principals. Aquest aire a pressió es feia servir per les portes d'accés dels viatgers, els xiulets, les electrovàlvules de l'equip de control PC-103F i el sistema de fre de fricció.
El fre disposava de dos sistemes: fre directe, que actuava només al cotxe motor des del que es conduïa; i fre indirecte del tipus Westinghouse, que actuaba a tots els cotxes d'una UT, i que feia servir una triple vàlvula del tipus antic. Aquests dos sistemes de fre eren controlats pel maquinista mitjançant un sol comandament, anomenat robinet de fre. A més, cada cotxe disposava de fre d'estacionament d'accionament mecànic mitjançant uns volants.

### Equipaments de seguretat
Aquests trens estaven equipats amb molt pocs sistemes de seguretat, que eren:
- Sistema d'home mort, que accionava els frens en cas de defalliment del maquinista.
- Protecció de sobre-corrents als motors de tracció, mitjançant un contactor.
- Protecció de derivacions a massa dels circuits elèctrics mitjançant diversos fusibles.

### Prestacions i operació
Normalment, els trens del tipus 400 van circular formant composicions de tres cotxes: un cotxe motor de segona classe pel cantó de Terrassa/Sabadell; un cotxe remolc de tercera classe entremig; i un cotxe motor de tercera classe pel cantó de Barcelona. No obstant, els automotors podien circular sols, o acoblats entre ells sense remolc, formant composicions M-M. Sempre van fer els trens suburbans entre Barcelona, Terrassa i Sabadell, a més d'alguns serveis parcials fins a Sant Cugat del Vallès, Rubí o Bellaterra a partir dels anys setanta, per donar servei al llavors nou campus de la Universitat Autònoma de Barcelona. També feien els serveis especials dels caps de setmana i dies festius de Barcelona a Les Planes, per transportar als barcelonins que volien passar el seu dia de descans en aquest indret de la serra de Collserola.
No va ser fins als darrers temps, en l'època de FGC, que també van fer alguns trens de la línia urbana fins a Reina Elisenda. En canvi, mai no han circulat pel ramal de Gràcia a l'Avinguda Tibidabo, doncs el reduït gàlib d'aquesta línia els ho impedeix.
Els trens construits fins als anys cinquanta podien assolir una velocitat màxima de 60 km/h, mentre que els que es van construir a partir dels anys seixanta, i més endavant tots quan es van unificar, podien assolir la velocitat màxima de 80 km/h. A més, els primers, degut a la seva reduïda potència, tenien certes dificultats per superar algunes de les rampes de les línies, especialment la que hi ha entre les estacions de Sarrià i Peu del Funicular, de 44 mil·lèsimes amb corbes tancades.
Cal esmentar la curiositat que, durant uns mesos entre els anys 1992 i 1993, en una fase de les obres de construcció de la nova estació semi-soterrada de Rubí en que va quedar amb una sola via, impossibilitant el creuament de trens, els Quatre-cents van ser autoritzats a circular a 100 km/h en el seu recorregut descendent entre Terrassa Rambla i Rubí, per tal de guanyar un parell de minuts en el seu temps de marxa i poder sortir de Rubí abans de l'hora habitual, i no perjudicar al tren que pujava cap a Terrassa Rambla. El seu funcionament a aquesta velocitat (tot i que facilitat pel pendent de la via) va ser extraordinàriament bó.